# I. István magyar király
I. (Szent) István (születési nevén: Vajk, latinul: Stephanus) (975 körül – 1038. augusztus 15.) az utolsó magyar fejedelem és az első magyar király. Géza fejedelem és Sarolt fejedelemasszony fia, a keresztény magyar állam megteremtőjeként a magyar történelem egyik legkiemelkedőbb alakja. A katolikus egyház egyházszervezői tevékenysége miatt szentté avatta 1083-ban Székesfehérvárott, ezt követően Magyarország fővédőszentje lett.
969 és 980 között született, keresztelésére 985 és 989 között kerülhetett sor. Liudolf Gizellát, II. Henrik bajor herceg leányát 995 körül vette feleségül. Már apja, Géza 997-es halálától magyar fejedelem, majd 1001. január 1-én (az akkor érvényes Julián naptár alapján 1000 karácsonyán) történt megkoronázása által „Isten kegyelméből” Magyarország királya. A magyarok országát, a magyar törzsek szövetségéből kialakult fejedelemséget egységes keresztény állammá szervezte át. Ez az államalakulat 1028-tól kis híján az egész Kárpát-medencére kiterjedt és államformájában a 20. századig nem történt változás. Az általa meghirdetett új politikai irányvonalnak ellenszegülő magyar törzseket kényszerrel vagy békés úton hatalmába kerítette, az ellene irányuló lázadásokat pedig rendre kegyetlenül leverte.
Az ezeréves magyar törvénytár az általa alkotott törvényekkel kezdődik. Az államszervezet kiépítésével párhuzamosan megszervezte a magyar keresztény egyházat, ezért ő és utódai viselhették az apostoli király címet. 1771 óta Magyarországon minden év augusztus 20-a, szentté avatásának évfordulója nemzeti ünnep – kisebb-nagyobb megszakításokkal. Mumifikálódott jobb keze, a Szent Jobb jelentős katolikus ereklye.
Legalább egy érsekséget, hat püspökséget és három bencés monostort alapított, így a magyar egyház a Német-római Birodalomtól függetlenül működhetett. A kereszténység terjedését szigorú büntetésekkel kényszerítette ki. A közigazgatást a várak köré szervezte és kialakította a vármegyerendszert. Miután sikerült békét teremtenie, az ország a zarándokok és a kereskedők kedvelt útvonalává vált.
Mindkét fiát túlélte. 1038. augusztus 15-én halt meg. Székesfehérvárott temették el, az általa építtetett bazilikában, amelynek védőszentje Szűz Mária. Halála után belháború dúlta az országot. I. László király kezdeményezésére VII. Gergely pápa kanonizálta 1083-ban fiatalabbik fiával, Imre herceggel és Gellért püspökkel együtt.

## Ifjúkora

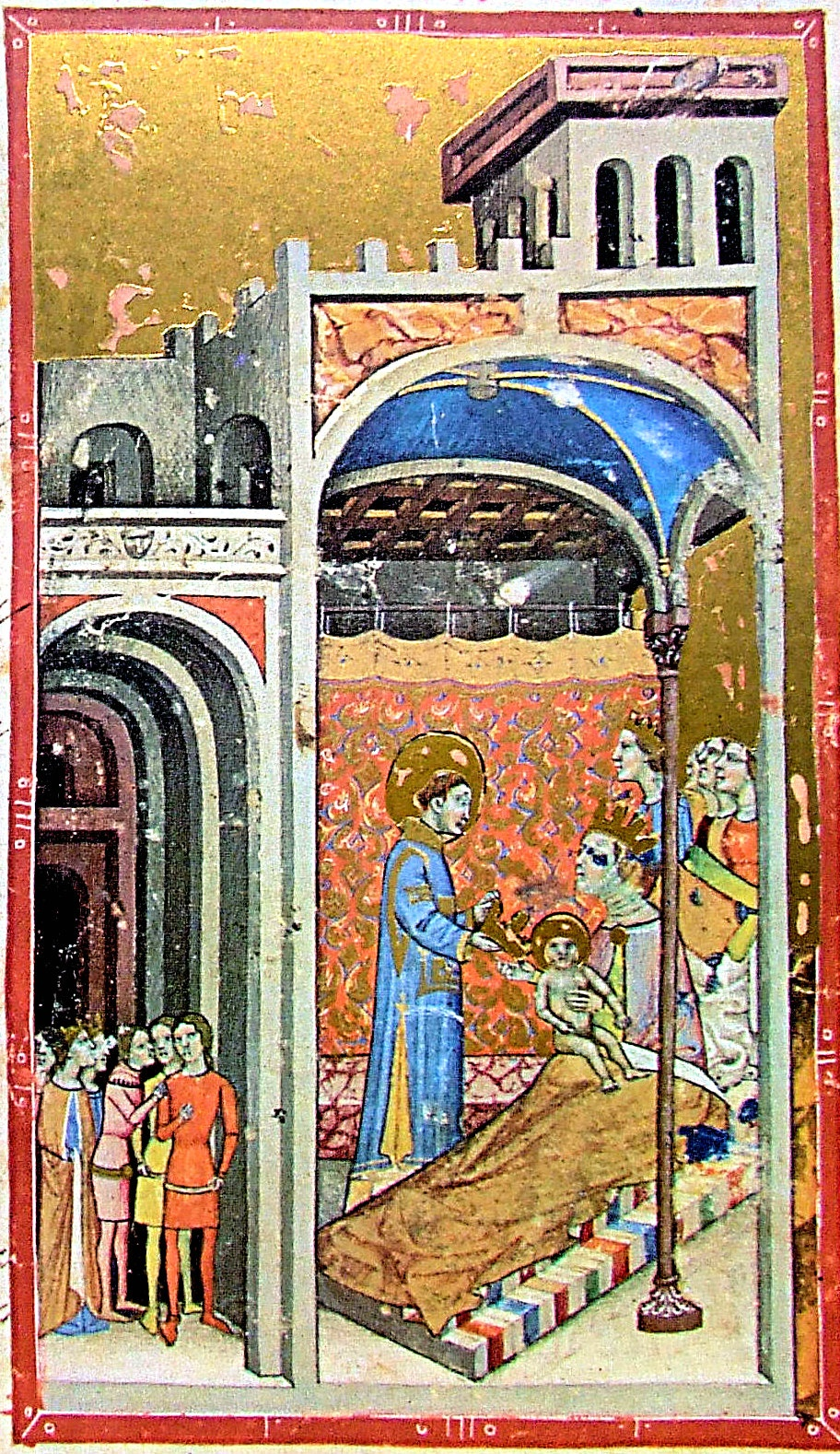
Vajk születése, a Képes krónika miniatúrája

István születési dátumáról nincs pontos adat. Az évszázadokkal későbbi lengyel és magyar krónikák három időpontot adnak meg: 967, 969 és 975. Feltételezések szerint valamikor a 970 és 980 közötti években születhetett, míg a 14. században írt Képes krónika 969-et adja meg születési dátumnak. Három késő 11. századi életrajz egyetért abban, hogy 997-ben még nagyon fiatal volt, ami a későbbi időpontot valószínűsíti.
A helyszín szintén bizonytalan. A Hartvik-féle legenda említi Esztergomot, ám ez az adat István-korabeli forrással nem igazolható. Ha ez igaz, az a születés idejét 972 utánra teszi, mivel a család akkor költözött ide. A mai esztergomi székesegyház északi lépcsőtornya mellett helyezkedett el a Szent István protomártír-templom, amelyről egy 1397-es canonica visitatio (kánoni látogatás) azt mondja, hogy a mellette fekvő, kápolnává átalakított szobában született. A helyet ma emléktábla jelöli. Más források szerint Vajk Székesfehérvárott, apja palotájában látta meg a napvilágot. Géza erőszakosan terjesztette a kereszténységet alattvalói között, habár saját maga nem hagyta el a pogány istenek kultuszát. Mind a nagyobb legenda, mind a szinte korabeli Merseburgi Thietmar szerint Géza fejedelem erőszakos és kegyetlen uralkodó volt, azt sugallva, hogy hatalmát magyar főnökök legyőzésével szerezte meg.
István apja az Árpád-házból származó magyar nagyfejedelem, Géza, anyja pedig az erdélyi II. gyula Bizáncban, keleti rítus szerint megkeresztelkedett Sarolt nevű leánya volt. Gyula Erdély fölött bírt hatalommal, és a Maros és a Tisza folyókig terjedt befolyása. Több történész, köztük Kristó Gyula és Engel Pál szerint azonos azzal a Gylasszal, aki a bizánci krónikák szerint 952-ben keresztelkedett meg, és hithű kereszténnyé vált. Vannak, akik ezt vitatják, például Györffy György szerint „Ifjabb” gyula volt, István anyai nagybátyja, aki István születése környékén költözött át a tiszántúli területeiről Erdélybe.
Születésekor a türk eredetű Vajk nevet kapta, mivel a mainzi érsek által a magyarok számára küldött hittérítő, Brúnó püspök ekkor már nem tartózkodott a Kárpát-medencében. László Gyula történész szerint török eredetű volt a Vajk, a név feltehetően a török hős, vezér jelentésű szóból származik. Ilyen módon a török bej szó rokona. Az eredetileg gazdag jelentésű szó a magyarban (bő) és a törökben is nemzetségfő jelentésűvé vált. A mondottakkal félig-meddig szemben áll például Balassa Zoltán véleménye, aki szerint a Vajk név török eredetű. Eredeti formája Bajik, jelentése pedig: Igaz ember.

Benczúr Gyula 1875-ös Vajk megkeresztelése című munkája, amely verzió szerint Adalbert keresztelte meg

Apját, Gézát és családját, mint például az ő öccsét, Mihályt, kérésére a német-római császár, I. Ottó által 972-ben a Magyar Fejedelemségbe küldött Brúnó püspök keresztelte meg. Géza a keresztségben az István nevet kapta. Azon vita folyik, hogy fia, Vajk ekkor élt-e már. Ennek az elméletnek két tény is ellentmond. Az egyik az, hogy egyes források 975-re teszik Vajk születését, a másik pedig az, hogy ha ilyen korán áttért volna a keresztény vallásra, nyugaton nem Vajkként ismerték volna még sokáig.
Szent Adalbert prágai püspök életrajza szerint ő gondoskodott István keresztény szellemű taníttatásáról, és ő volt az is, aki megkeresztelte valószínűleg 994 és 996 között. Az a tény ugyanis, hogy német földön még évtizedekkel később is Vajkként említették a későbbi időpontot erősíti meg. Emellett több forrás, kútfők, a legkorábbi István-legenda, illetve egy 14. századi krónika is említi Vajk keresztelőjének nevét, Adalbertet. Névadója az első keresztény vértanú, István volt, vagy éppen Géza keresztségben kapott nevét örökölte (Sztephanosz jelentése korona, magyarul: István). Adalbert eme szerepének viszont ellentmond, hogy ő ugyan 983-tól volt prágai püspök, de ezután egy ideig ott is tartózkodott, majd 989 és 994 között Rómában élt, az aventinusi Szent Elek és Bonifác apátságban. 994-ben visszatért Prágába, majd rövid magyarországi tartózkodása után, 995-ben újból Rómába. Így tehát nem lehet pontosan tudni, ki és mikor keresztelte meg Istvánt, de sem Brúnó, sem Adalbert nem tűnik valószínűnek. A Képes krónika szerint az Itáliából származott Deodatus gróf volt Szent István keresztapja, akit a herceg „Tatá”-nak hívott (a hagyomány szerint Tata város róla kapta nevét). Ő nemcsak keresztapja, hanem az egyik nevelője is volt.
A Hartvik-legenda szerint már gyermekként megtanulta a teljes nyelvtant, eszerint latinul tudhatott, habár korában a legtöbb uralkodó nem tanult írni-olvasni, ezért ezt fenntartásokkal kezelik. A másik két, késő 11. századi legendában csak annyi szerepel, hogy herceghez illő neveltetést kapott. Kristó szerint ez csak a testi nevelésére vonatkoztatható, beleértve a vadászatokat és a hadjáratokat.
Géza fejedelem összehívta a magyar törzsfőnököket és harcosokat István 14 vagy 15 éves korában, hogy bejelentse, ő lesz az utóda, és mindenkinek hűséget kellett esküdnie neki. Györffy forrásmegadás nélkül írt arról, hogy ekkor kapta István a nyitrai dukátust. Szlovák történészek, köztük Ján Steinhübel és Ján Lukačka elfogadják ezt az elméletet, és az eseményt 995 körülre teszik.
995 körül rendezte el Géza fejedelem István házasságát is, II. Henrik bajor herceg lányát kérte számára feleségül. Ez volt a magyar uralkodócsalád és egy európai uralkodócsalád első dinasztikus házassága. Gizella közeli rokonságban állt a Német-római Birodalom császárával. A bajor Scheyern apátságban fennmaradt hagyomány szerint a szertartást a Scheyern kastélyban tartották, és Szent Adalbert adta össze őket. Gizella bajor lovagok kíséretében érkezett Magyarországra, akik közül többen birtokot kaptak, és itt telepedtek le. A továbbiakban István segédcsapata lettek. Györffy szerint az esküvő után a pár Nyitrában telepedett le.

## Uralkodása

### Fejedelemsége

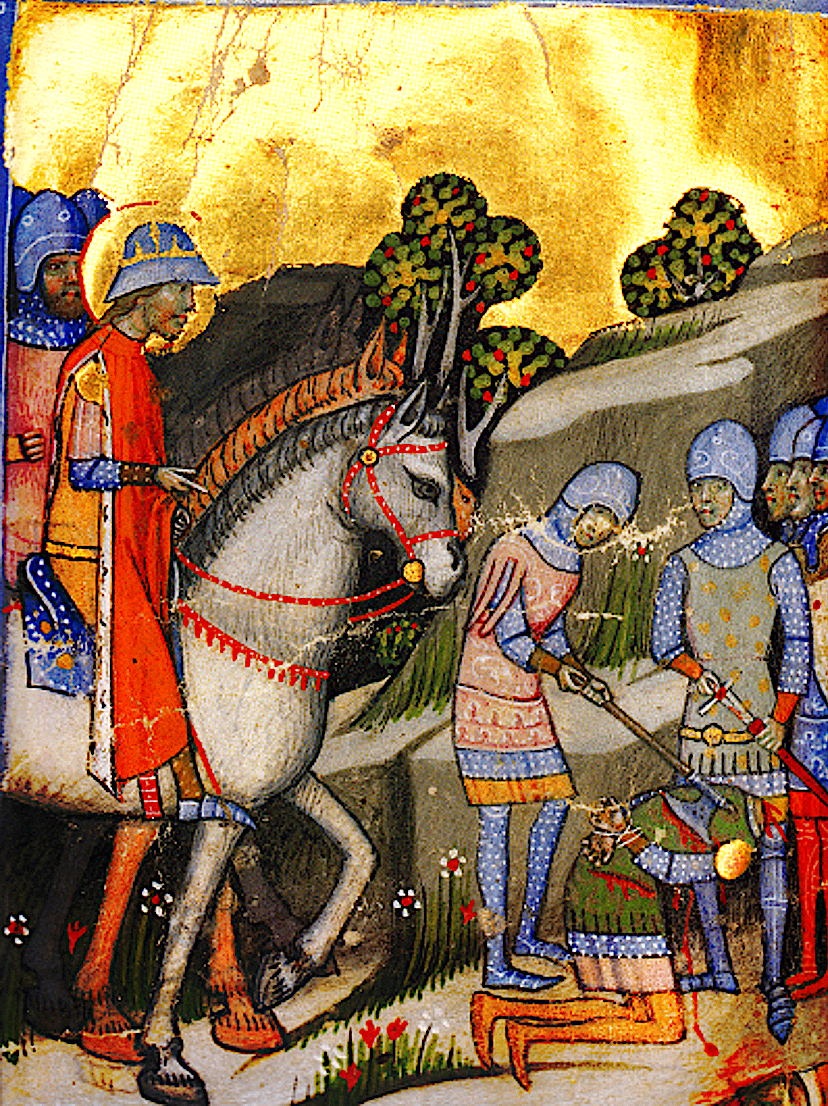
Az István mellett harcoló bajor származású Vencellin ispán lefejezi Koppány vezért. A Képes krónika ábrázolása

István, míg Géza fejedelem élt, addig a Nyitrai Hercegség ura volt, majd 997-ben, Géza fejedelem halála után követte őt a fejedelmi székben. Gyűlést hívott össze Esztergomban, ahol híveivel fejedelemmé választatta magát. Az ország többi területét a többi törzsfőnök birtokolta. Igényét a primogenitúrára alapozta. Azonban amikor Géza meghalt, Koppány bejelentette igényét a fejedelmi trónra. Koppány az apja, Tar Szerénd és Géza által kötött szerződés értelmében a Balatontól délre eső területek ura volt. Igényét a trónra a szeniorátus és a levirátus – István megözvegyült édesanyját, Saroltot feleségül kívánta venni. – jogára való hivatkozással indokolta.
Habár Koppány 972-ben felvette a kereszténységet Bizáncban, legtöbb támogatója pogány volt, mellé sorakoztak fel a régi rend és a törzsi szabadság hívei, akikben az ellenállást az is fokozhatta, hogy István körül nagy számban csoportosultak idegen nemzetiségűek, főleg németek. A Pannonhalmi főapátság egy 1002-es iratában azt írja, hogy a németek és a magyarok harcoltak egymással. Ezzel szemben Györffy rámutat a Koppány területével határos különböző helynevekre, mint Oszlar (alán), Besenyő, Kér, amelyek a magyarsághoz csatlakozott népek és magyar törzsek nevét viselik, ami azt jelenti, hogy Gézát és Istvánt nemcsak a németek támogatták, hanem magyarok is.
István serege magyar fegyveresekből és a feleségével, Gizellával az országba érkező német lovagokból és azok kíséretéből felállított, a korban modernnek számító nehézlovas elithaderőből állt. A döntő ütközet helyére nincs mindent kizáró bizonyíték, de feltételezések szerint valahol Veszprém közelében, a Séd völgyében, Sóly és Királyszentistván között került rá sor, ahol István megverte Koppány elavultnak számított könnyűlovas seregét, a csatában Koppány is életét vesztette, Vencellin ölte meg. István Koppány testét felnégyeltette, és testrészeit hónapokig kifüggesztve tartották az ország négy várának kapuja felett – Győr, Esztergom, Veszprém és Gyulafehérvár
– jelezve, hogy mi vár a királlyal ellenszegülőkre, utóbbi városban kifejezetten az erdélyi gyula figyelmeztetésére. Ezzel István ősi emberi és magyar törvényt szegett meg, amely szerint a halottakat el kell temetni. Ez a tette elrettentésre szolgált, kegyetlen bánásmóddal fenyegetve azokat, akik nem engedelmeskednek a királyi hatalomnak.
Kristó szerint a konfliktus csak Árpád nemzetségének birtokaira korlátozódott, más területek érintetlenek maradtak, és a többi törzsfőnök is kimaradt. Koppány betört csapataival Észak-Dunántúlra, fosztogatta és pusztította István birtokait. István, aki a Képes Krónika szerint először szállt harcba, Hontot és Pázmányt nevezte ki testőrsége vezéreivé, akik testvérek voltak, a sereg vezérévé pedig Vecelint. Az utóbbi származásáról mindenki egyetért abban, hogy német volt. Kézai Simon és a Képes Krónika szerint Hont és Pázmány sváb származásúak voltak, a család Géza idején vagy István uralkodása elején telepedett Magyarországra. Lukačka és más szlovák történészek szerint szlovák nemesek voltak, akik Istvánhoz csatlakoztak.
István elfoglalta Koppány birtokait, és adományokat osztott katonáinak. Továbbá elrendelte, hogy Koppány egykori alárendeltjei tizedet fizessenek a Pannonhalmi főapátságnak. Ez a főapátság egyik dokumentumában olvasható. Ugyanez a dokumentum azt is állítja, hogy akkoriban nem volt más püspökség vagy apátság Magyarországon. Másrészt a majdnem kortárs Merseburgi Thietmar püspök szerint István még koronázása előtt több püspökséget is alapított. Ha ez igaz, akkor Veszprém és Győr a legvalószínűbb Thoroczkay Gábor szerint.
István és Koppány harcában nemcsak az forgott kockán, hogy ki lesz a magyar nép tényleges hatalommal felruházott vezetője, hanem a keleti és nyugati orientáció kérdése is eldöntésre várt. Koppánnyal – aki bizánci rítus szerint megkeresztelkedett – valószínűleg a bizánci politikai érdekek erősödtek volna, míg István győzelmével a német befolyás nyerhetett nagyobb teret. A Kárpát-medence geopolitikai helyzete folytán a kor két nagyhatalma közé ékelődve irányt kellett ugyanis választani, hiszen az állam, vagy a magyarság léte is múlhatott ezen. Koppány esetleges győzelmének hatásait nehéz lenne megítélni. A Koppány által vezetett magyar fejedelemség éppúgy az ő további személyes bel- és külpolitikájának sikerétől függött volna, ahogyan az az István vezette állam esetében is kialakult, csak nála az erős német befolyás miatt a nyugati mintára jobban hasonlító keresztény állammá alakult Magyarország.
Azáltal, hogy az ifjabb gyula székhelyére is elküldte Koppány holttestének egy részét, jelezte, hogy az egész ország fölött hatalmat igényel.

### Koronázása
Mert amiként különb-különb tájakról és tartományokból jönnek vendégek, úgy különb-különb nyelvet és szokást, különb-különb példát és fegyvert hoznak magukkal, s mindez az országot díszíti, az udvar fényét emeli

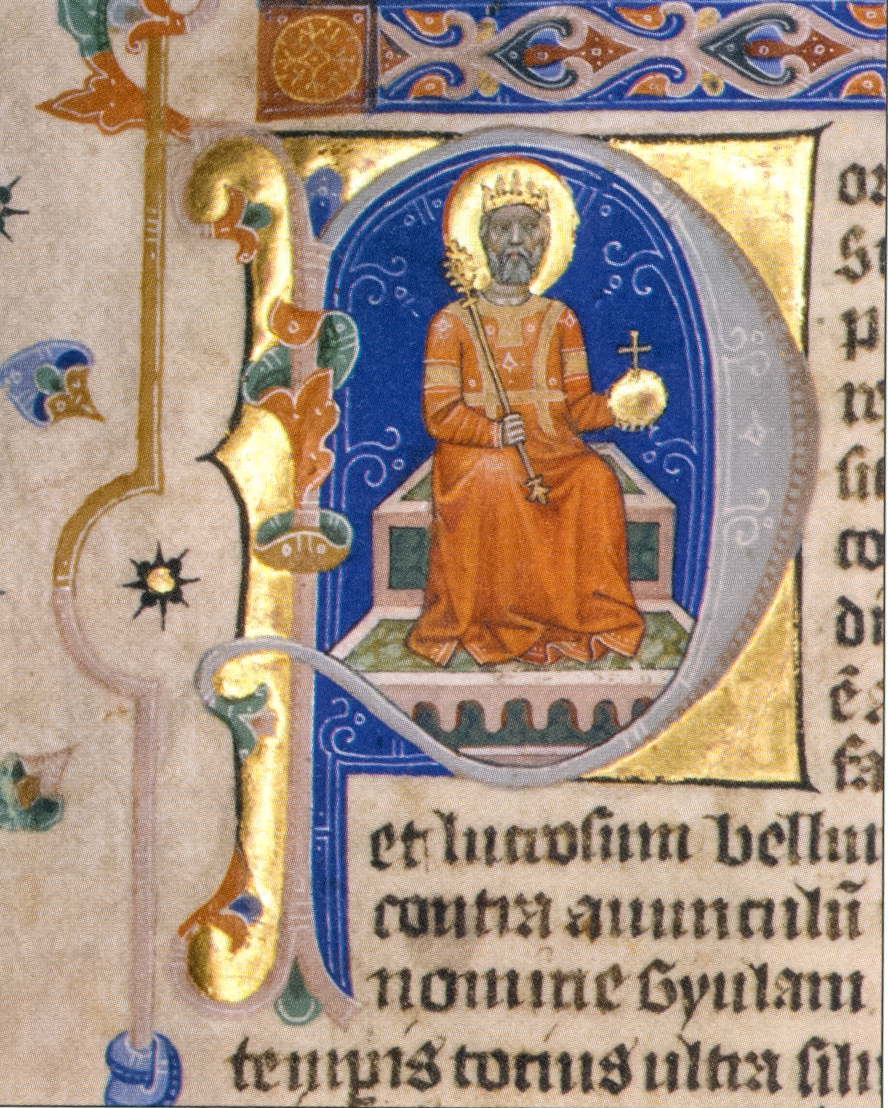
István király a trónon a koronázási jelvényekkel. A Képes krónika miniatúrája

Pilgrim passaui püspök követeit István beengedte az országba, hiszen el akarta magát ismertetni az ország határain túl is mint „Isten kegyelméből uralkodó királyt”, aki nem csak a turulmadár jóslata következtében gyakorolja a hatalmat népe felett, ami csak a pogány uralmi megerősítést adhatta István számára. A koronázás körülményei és politikai következményei vitatottak.
Ennek érdekében 999-ben Asztrik pannonhalmi apátot küldte Rómába, hogy az ott időző III. Ottó német-római császárral tárgyaljon. A kortárs Theotmár merseburgi püspök legalábbis így írt róla. István szentté avatása előtt a Hartvik-féle legenda már arról tudósít, hogy II. Szilveszter pápa volt a követjárás célja, akitől koronát és apostoli áldást nyert, és így a Magyar Fejedelemség bekerült az európai keresztény nemzetek sorába, ezen belül is a nyugati kereszténység felé orientálódott. A pápai levéltár mindenesetre nem tudott erről, és jóval későbbiek az első lateráni említései. II. Szilveszter – mint Ottó kreációja – egyébként sem léphetett ilyen jelentőségű ügyben önállóan. Kristó és más történészek rámutatnak arra, hogy a császár és a pápa akkoriban szövetségesek voltak, ami valószínűsíti, hogy mindkét történet igaz lehet: a császár beleegyezésével kapott áldást a pápától.

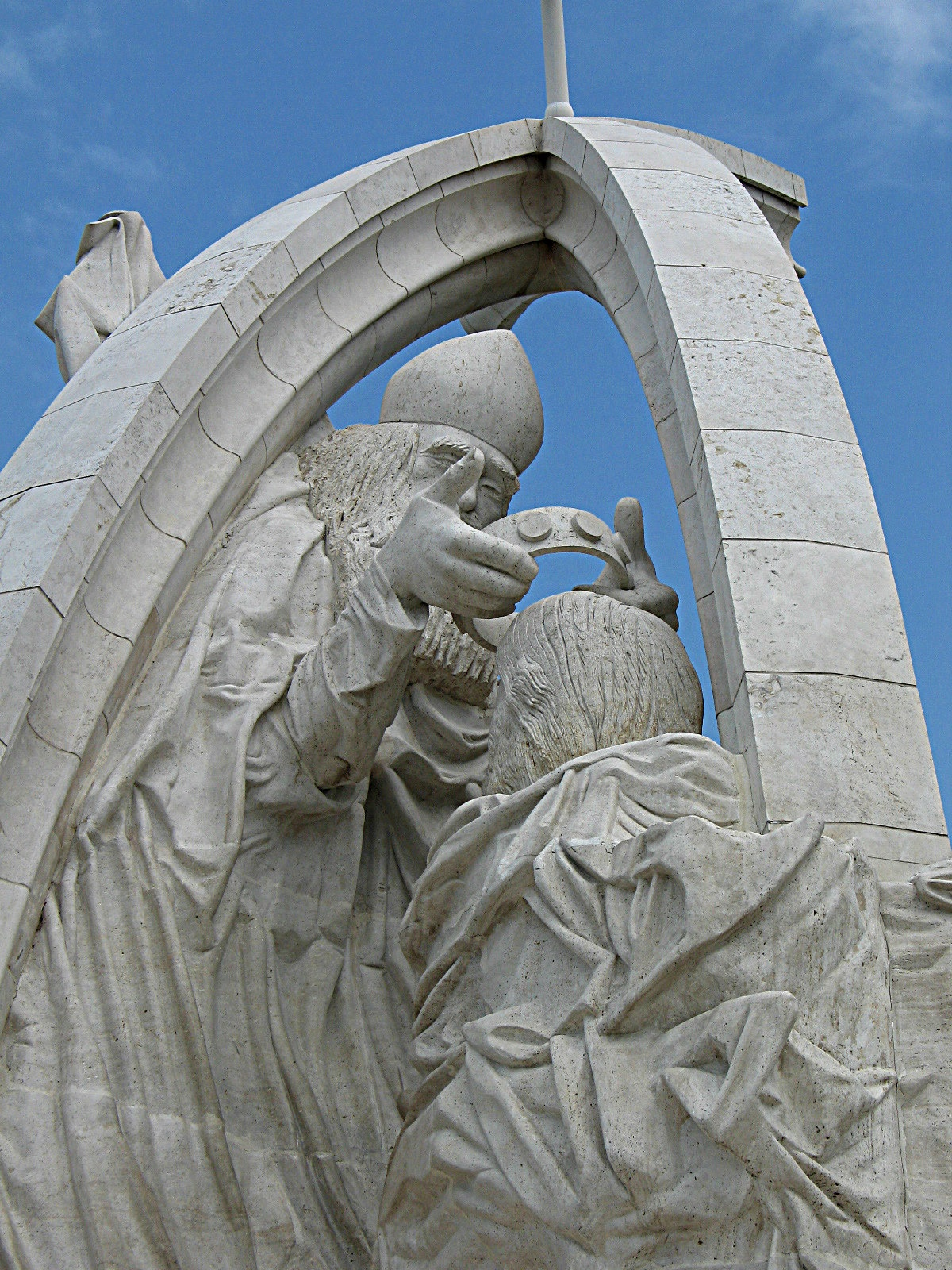
István megkoronázása, Melocco Miklós szobra az esztergomi várhegyen

75 évvel később VII. Gergely pápa, aki Magyarországot pápai hűbérnek tekintette, állította, hogy István király Szent Péternek, azaz az Apostoli Szentszéknek ajánlotta az országot. Ezzel szemben a nagyobb legenda a Szűz Máriának tett felajánlásról tud. Modern történészek, köztük Engel Pál és Molnár Miklós egyetértenek abban, hogy István király mindig hangsúlyozta függetlenségét, és azt megvédte mind a császártól, mind a pápától. Például az általa kiadott iratok nem tartalmazzák más uralkodók nevét, amit egy hűbéres királytól elvártak. Továbbá az első törvénykönyvének bevezetőjében Isten kegyelméből uralkodó királynak nevezte magát.
A korona elfogadása az európai hatalmi rendszerbe tagozódás jelképe volt. Ezzel megalakult a keresztény, független Magyar Királyság. Ekkor már állt a veszprémi püspökség, és a győrinek is megvetették az alapjait.
A koronázás ideje bizonytalan. Időpontjául a krónikák és az évkönyvek hol az 1000., hol az 1001. évet adják meg. A hagyomány szerint az új évezred első napján történt, ami lehetett 1000. december 25-e, vagy 1001. január elseje. A pécsi püspökség alapítólevelének dátumából kiderül, hogy 1009. augusztus 23-án István király uralkodásának 9. évében volt, a koronázás tehát 1000. augusztus 23. és 1001. augusztus 22. között történt. A 11. és a 12. században vezetett királylajstrom szerint, amely tartalmazta István uralkodásának hosszát év-hó-nap-ban megadva, a koronázás és a halál között harminchét év, hét hónap és tizennégy nap telt el. Halála augusztus 15-re esett, így a koronázás dátumául 1001. január 1. adódik. Ez összhangban lenne az ezredforduló világvége-várásával, amely nyilvánvalóan nem következett be január 1. eljövetelével, és így megeshetett a koronázás. Ez továbbá összhangban van azzal a ténnyel is, hogy az István koronázását támogató III. Ottó császár 1000. augusztus 14. és 1001. február 15. között Rómában tartózkodott. A 11. században az év kezdete Jézus születésének napja, tehát az 1001. év első napja 1000. december 25. volt. A koronázási szertartásra egyesek szerint Esztergomban, más feltételezések szerint Székesfehérvárott került sor. Ezeket a feltételezéseket a nagyobbik legenda is támogatja.
A koronázás rítusa a német uralkodók koronázásáét követte. Ennek során felkenték olajjal. A korona az általános vélekedés szerint nem azonos a ma Szent Korona néven ismert uralkodói jelvénnyel. A koronázáskor használt fejéket az 1031-ből fennmaradt palást ábrázolja, ezen nyitott, ékkövekkel díszített korona látható.
István király másik királyi jelvénye egy zászlós lándzsa volt, ami a szuverenitást szimbolizálta. Például első érméi a LANCEA REGIS felirattal készültek, és egy zászlós lándzsát tartó kezet ábrázoltak. A kortárs Adémar de Chabannes szerint a lándzsát III. Ottó küldte Géza fejedelemnek annak jeléül, hogy élvezze a legnagyobb szabadságot az ország birtoklásában. István királyt oklevelei többféleképpen is említik: Ungarorum rex (magyarok királya), Pannoniorum rex (pannonok királya), vagy Hungariae rex (Magyarország királya). A pénzverés az 1020-as években kezdődött. Dénárjai Európa-szerte népszerűvé váltak, ahogy azt a Skandináviában előkerült hamisítványok is mutatják.

### Belpolitikája

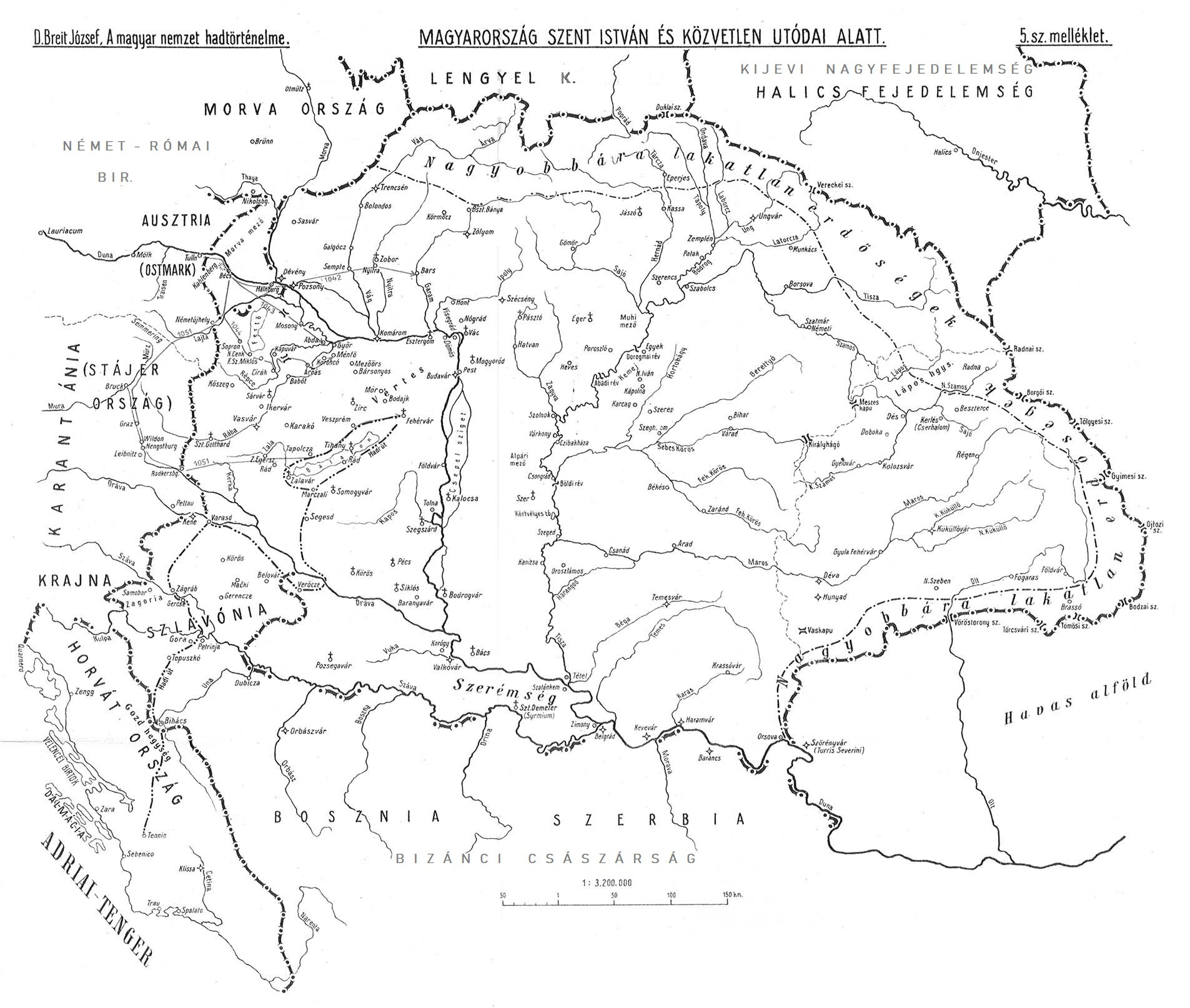
Magyarország I. István és utódai alatt

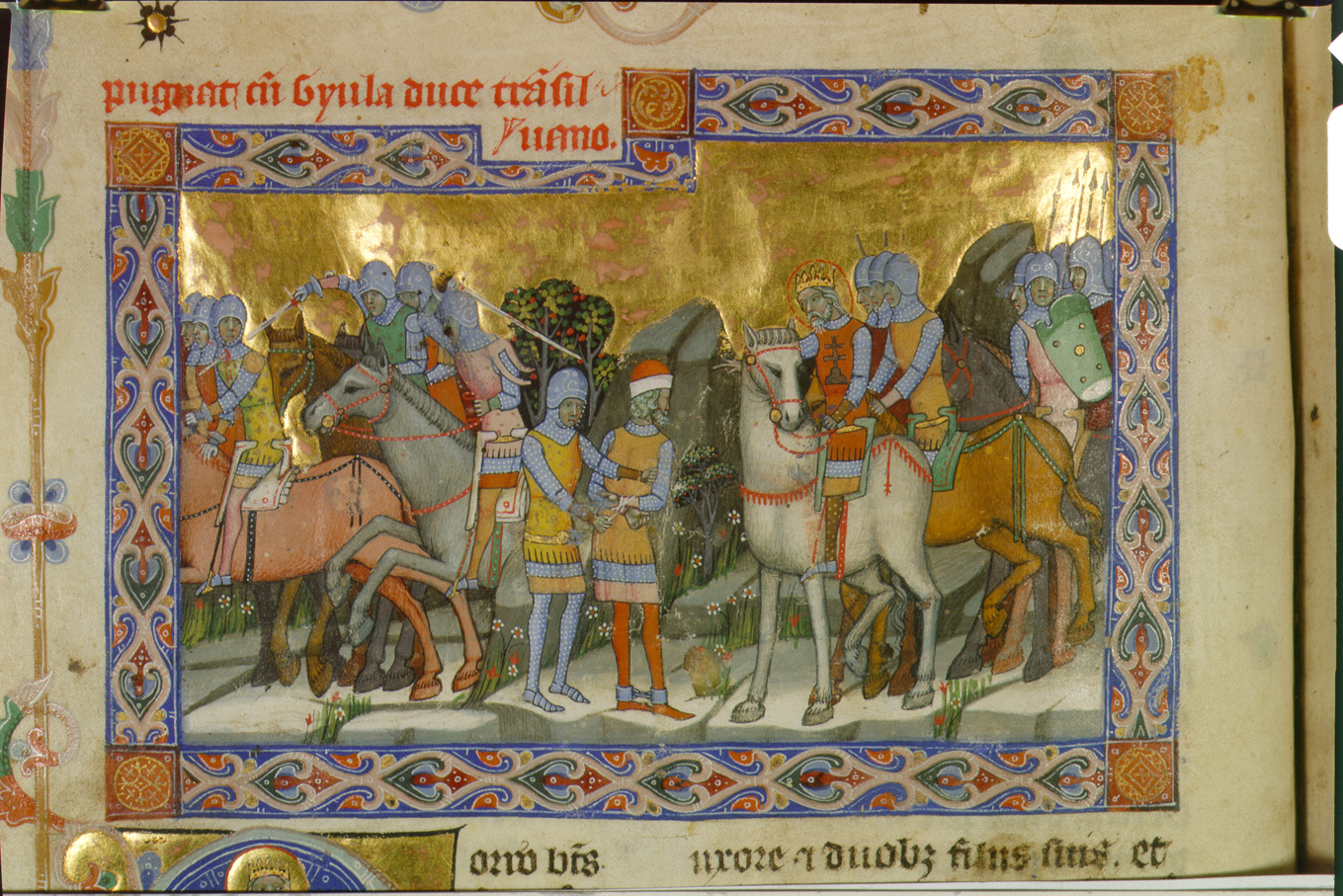
István győzelme anyai nagybátyja, Gyula vezér felett 1003-ban Erdélyben. A Képes krónika ábrázolása

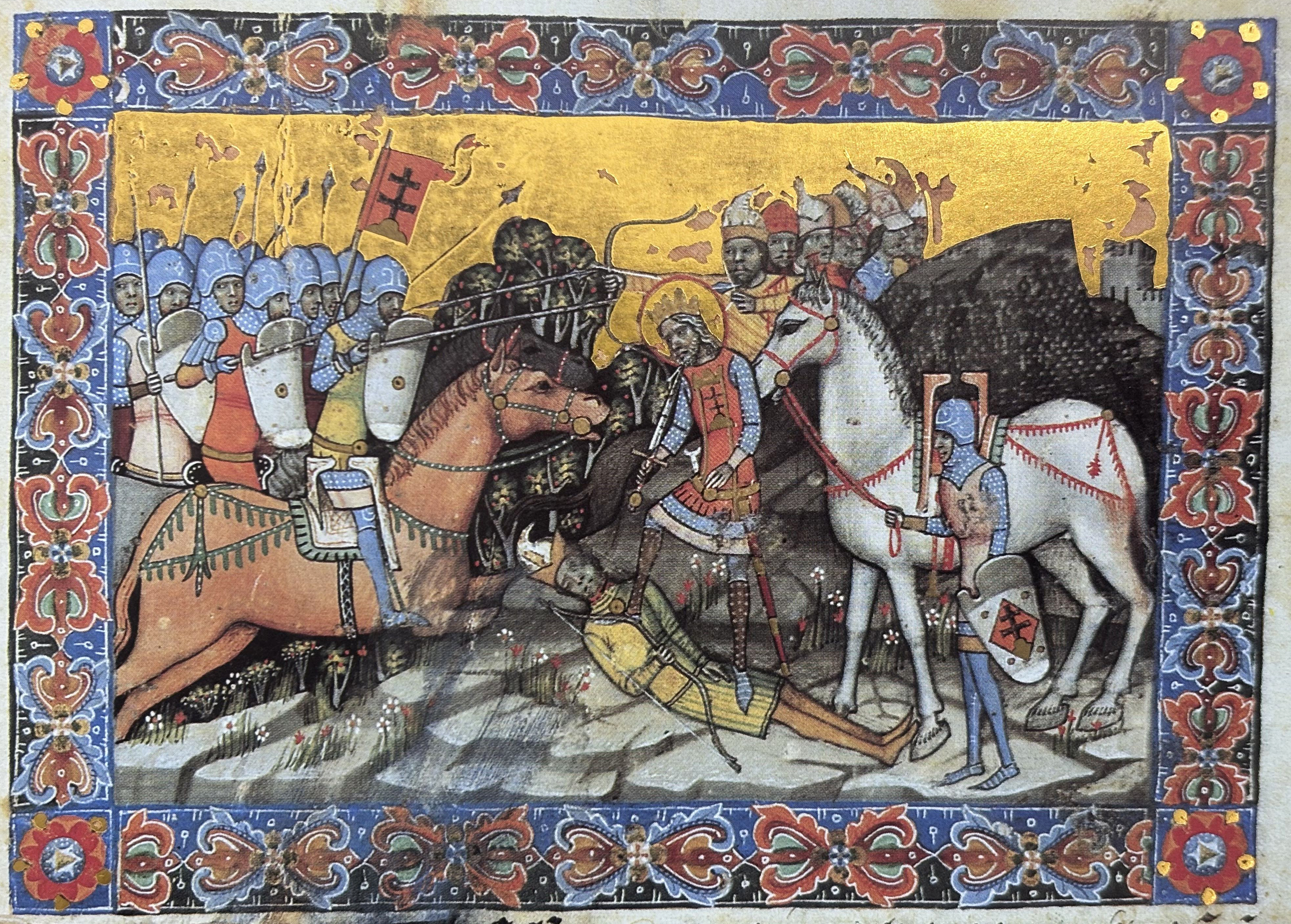
István király győzelme 1015-ben Bizánc szövetségeseként Keán bolgár vezér fölött a Képes krónika illusztrálásban

Koronázását követően István a keresztény Magyar Királyság első uralkodója lett, ám tényleges hatalmának megszilárdításáért még tennie kellett, le kellett győznie törzsi ellenfeleit. A harcokat elsőként 1002-ben vagy 1003-ban indította meg Erdély ellen, ahol a saját nagybátyja, az „Ifjabbik” gyula ellen kellett megküzdenie. Győzelme után őt a családjával együtt fogságba ejtette, sóbányáit elkobozta, országát beolvasztotta sajátjába, és ott is megkezdte a keresztény hittérítést. A kortárs Hildesheimi évkönyv szerint a térítés erőszakos volt.
Az ifjabb gyula nem sokáig volt fogoly, mert Merseburgi Thietmar szerint Vitéz Boleszló lengyel fejedelemhez szökött,
aki egy elfoglalt felvidéki magyar erődítményt bízott rá, ahová viszont István utánaküldte a feleségét. István idővel kiverte az elfoglalt erődítményből. Gallus Anonymus szerint a lengyel király egészen a Dunáig jutott. Györffy szerint azonban csak a Morava folyóig hatolt az 1010-es években. Másrészt a Lengyel-magyar krónika azt írja, hogy a lengyel király nagy területeket foglalt el a Felvidékből, és Esztergomig jutott. Steinhübel szlovák történész azt állítja, hogy ez bizonyítja, hogy a későbbi Szlovákia 1002 és 1030 között lengyel uralom alatt állt. Györffy szerint azonban ez a tudósítás nem hiteles, mert abszurditásban igyekszik felülmúlni a másikat, és ellentmond az összes hiteles 11. századi forrásnak.
Uralkodása során István még két törzsi állammal számolt le. Prokuj legyőzése után István a Képes Krónika szerint Keán, bolgárok és szlávok vajdája ellen vezetett hadat, akiknek földjét a természeti környezet is jól védte. Több történész, mint Lenkey Zoltán és Thoroczkay Gábor szerint Keán egy kis ország uralkodója volt Erdély déli részén, és István 1003 körül elfoglalta az országát. Mások, köztük Györffy szerint ez az 1010-es évek végén Bulgária ellen indított hadjáratra emlékezik. Keán a 10. század vége óta magyar törzsfőként viselkedett, és már Gézával is szembeszállt. Keánt alattvalói vajdának hívták, miután István legyőzte és megölte, helyére ispánt (gyulát) helyezett. Az új ispánt a nép továbbra is vajdának hívta, ebből alakult ki az erdélyi vajdaság intézménye.
A fekete magyarok Querfurti Brúnó és Adémar de Chabannes szerint szintén István király ellenségei voltak.
István 1008-ban ellenük viselt hadat. A fekete magyarok azonosítása bizonytalan, de feltehetően a Délkelet-Dunántúlon élő idegen etnikumú katonai segédnépekkel, a kavarokkal vagy kabarokkal azonosak. Györffy szerint a Tiszánál éltek, Thoroczkay szerint a Dél-Dunántúlon. Ebben az esetben az ő területükön alapította meg 1009-ben a pécsi püspökséget, és talán a kalocsai érsekség is ennek a győztes háborúnak köszönheti megalakulását. A fekete magyarok területén alakította ki Baranya és Tolna, valamint Bodrog és Bács vármegyéket. Querfurti Brúnó erőszakos térítésről adott hírt, amiből arra következtethetünk, hogy István király legkésőbb 1009-ig elfoglalta a területet. Ekkoriban érkezett Azo bíboros, pápai legátus Magyarországra, amikor meghúzták a pécsi püspökség határát 1009. augusztus 23-án.
István azonban nem csak fegyverrel teremtett rendet országában. Mivel lánytestvéreinek kiházasítása is rámaradt, ebben is igyekezett politikai célokat szem előtt tartani. Az egyes feltételezések szerint Sarolta nevezetű húgát a Felvidéken élő kavar törzsrész vezetőjéhez, Aba Sámuelhez adta feleségül. Ezzel sikerült elérnie azt, hogy a sógorával nem kellett fegyveresen szembeszállnia, és ezzel Sámuel országrésze szintén beolvadt Istvánéba, cserébe pedig István a német mintára alapított palotaispáni (palotagróf) címmel ruházta fel. Mindennek a feltétele az volt, hogy Sámuel térjen át a keresztény hitre. A házasság révén István országa 1010-re kiterjedt a Mátra vidékére is, ahol megalapította az egri püspökséget, illetve létrehozta Újvár vármegyét. Az Aba nemzetség volt a leghatalmasabb, ami István királyt támogatta. Anonymus, Kézai Simon és más krónikások szerint a Csákok és több más 13. századi nemesi család a behódolt előkelők utódai voltak.
Másik testvérét, Ilonát 1009-ben adta feleségül a velencei dózséhoz, Orseolo Ottóhoz. Az ő házasságukból született Orseolo Péter, István későbbi utódja is. Ezzel a házassággal István elérte, hogy rendeződött a régóta rossz magyar–bizánci viszony, hiszen Velence a Bizánci Birodalom hűbérese volt, a kapcsolat a következő évtizedben pedig már szövetségi szintre jutott. Szintén békés úton egyezett ki a Körös-vidék törzsfőjével, Vatával, akinél elérte, hogy felvegye a kereszténységet.
Ajtony vezér a Maros-vidéken építette ki erős törzsi államát. Ő Istvántól függetlenül vette fel a görög rítus szerinti kereszténységet, de nem élt a vallás szabályai szerint, ugyanis egyszerre hét felesége is volt.
A király 1028-ban lépett fel Ajtony ellen. Szent Gellért legendája említést tesz István király és Ajtony konfliktusáról is. Ajtony a Maros vidékének ura volt. A konfliktust több történész az 1020-as évek végére teszi, habár Györffy és még néhányan egy évtizeddel korábbra datálják. Ajtony, akit a bizánciak segítettek hatalomra, vámot vetett ki a sóra, amit a Maroson szállítottak a királynak. A király hadsereget küldött ellene Csanád vezetésével, Ajtony pedig elesett a csatában. Birtokán megszervezték Csanád megyét a régi központjával mint megyeszékhellyel, amit szintén a győztes hadvezérről neveztek el. Élére Csanádot, Doboka fiát állította, aki győzelmet aratott a marosvári nagyúr felett, és ő maga vetett véget a törzsfő életének és államának. A területen újabb püspökség, a marosvári (ma Szeged-Csanádi) létesült. Ide a király Gellértet iktatta be püspöknek 1030-ban. Ezzel a győzelemmel lezárult az uralkodása alatti belháborúk kora, és István ténylegesen is szinte az egész Kárpát-medencére kiterjedő ország ura lett.
István király alapozta meg a megyerendszert, aminek megyéi terület alapú igazgatási egységek. A megye élén királyi tisztségviselő, ispán állt. A megyék központja egy-egy vár, amelyek legtöbbje akkoriban földvár volt, de néhány, mint Esztergom, Székesfehérvár és Veszprém kőből épült. Az egyházi szervezetet is ez alapozta meg. A körülöttük létesült települések lakói ide jártak vásárra vasárnaponként, így a megyeszékhelyek fontos gazdasági központokká váltak.

### Külpolitikája

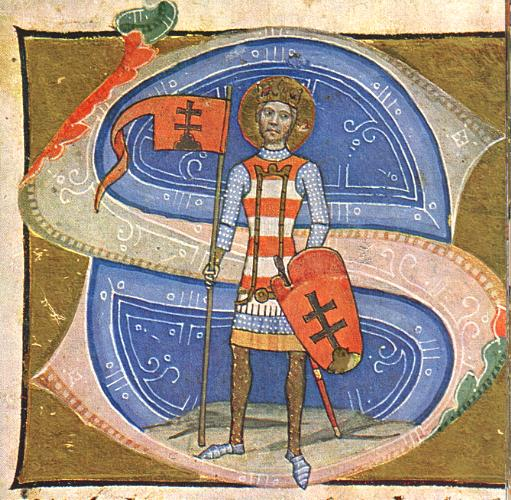
Szent István király ábrázolása a Képes krónikában. Címereként a kettős kereszt (crux gemina) lett feltüntetve, amely valójában III. Béla címere volt

István egész uralkodását a Kárpát-medence egységének a megteremtése, illetve a kereszténység elterjesztése jellemezte. Ebből kifolyólag külpolitikájában alapvetően békére törekedett a szomszédaival, Gizellával kötött házassága is ezt a célt szolgálta, és II. (Szent) Henrik uralkodása alatt ez a dinasztikus kapcsolat biztosította is a békét a Német-római Birodalommal. II. Henrik 1002-ben lett német király, és 1013-ban császár. Amikor Henrik testvére, Brúnó Magyarországra menekült, akkor István király tárgyalást kezdeményezett a két testvér között. Ez a szövetség háborúba vitte az országot a lengyelekkel 1014-től 1018-ig. A lengyelek a Morava folyóig elfoglalták a magyar állásokat. Györffy és Kristó besenyő betörésről ír, ami István legendájában is szerepel. A besenyők ekkoriban a lengyelek szövetségesei voltak I. Szvjatopolk kijevi nagyfejedelem, a lengyel fejedelem veje révén. A háborút a bautzeni békeszerződés zárta le. Már abban az évben 500 magyar lovaskatona kísérte Boleszlávot Kijevbe. Makk Ferenc szerint a Boleszlávnak vissza kellett adnia az összes elfoglalt területet a Morava völgyében István királynak. Lengyel–német–besenyő szövetségben egy kisebb létszámú magyar sereg részt vett a lengyel–orosz háborúban Kijev ostrománál.
A korszak másik nagyhatalmával, a Bizánci Birodalommal is békés kapcsolatokra törekedett, ezt támasztja alá, hogy bizánci szövetségben részt vett egy 1018-as bolgárok elleni hadjáratban. A seregek Cesaries, Györffy szerint a mai Ohrid városának közelében egyesültek. Leodvin, az első ismert bihari püspök szerint a háború 1018-ban ért véget Bulgária meghódításával. A pontos dátum azonban vitatott. Györffy amellett érvel, hogy István csak az utolsó évben csatlakozott a bizánciakhoz.
Uralkodása során két fő ellenséggel kellett szembenéznie: a besenyőkkel és a németekkel. A nomád besenyők Erdélybe zúdultak be, de a gyulafehérvári ispán csapatai elűzték őket. A másik, sokkal nagyobb veszélyt jelentő ellenség a németek voltak.
István sógorával, II. Henrikkel a bajor uralkodócsalád fiágon kihalt (1024), ezután a Német-római Birodalommal ideiglenesen megromlott a viszony. II. Konrád csak távoli rokona volt II. Henriknek. 1026-ban elkergette Orseolo Otto velencei dózsét, István király sógorát a városból. Rávette a bajorokat, hogy az ő fiát, III. Henriket fogadják el 1027-ben hercegüknek, habár Imre herceg is igényt tarthatott volna a területre anyja révén. Házasságot tervezett Bizánccal, követként Werner strasbourgi püspököt küldte Konstantinápolyba. A püspök zarándokként érkezett, ám István király megtagadta tőle a belépést, mivel ismerte valódi célját.
1029 környékén német és főleg bajor csapatok többször fosztogatták a Fischa és a Lajta közét, amire válaszul a magyar csapatok is a bajor területekre való betörésekkel reagáltak. Erre való hivatkozással II. Konrád német-római császár 1030 júniusában megtámadta Magyarországot, és a Rába folyónál átlépte a határt. Hadseregét személyesen vezette. Azonban nem ért el semmit,} mivel István a felperzselt föld taktikáját alkalmazva kiéheztette az ellenséget, majd Bécsnél be is kerítette a visszavonuló német sereget. A győzelemnek külön jelentősége az volt, hogy István országa bizonyította: képes megvédeni magát a külső ellenségekkel szemben is.
A következő évben, jóllehet II. Konrád először még újabb támadást tervezett, bajor közvetítéssel békét kötöttek egymással, sőt feltehetőleg II. Konrád kisebb területi engedményeket is tett a Fischa és a Lajta közén. Ebben valószínűleg szerepe volt Imre herceg 1031-es halálának, hiszen ezzel nőágon is kihalt a Konrádot megelőző bajor uralkodóház, és Istvánnak már nem lehetett jogcíme a német trónra.

### Egyházpolitikája

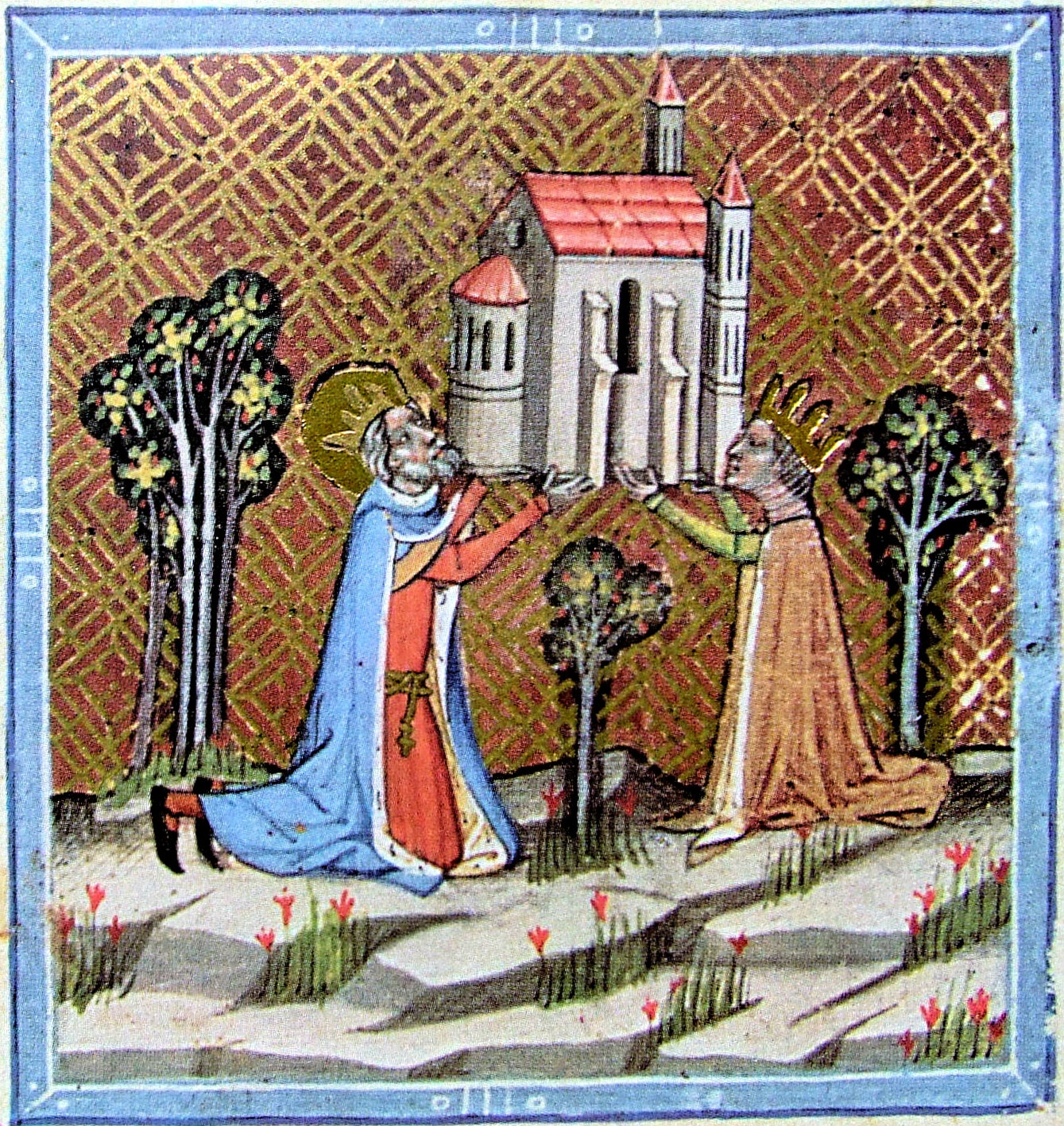
István és Gizella megalapítja az óbudai Szent Péter és Pál-templomot. A Képes krónika miniatúrája

A koronázás nem ruházta fel külön hatalommal, de legitimálta mint keresztény, Isten kegyelméből uralkodó királyt. A legendák egyetértenek abban, hogy a koronázás után nem sokkal István szüleinek, Géza és Sarolt egyházpolitikájának folytatásaként Esztergomban érsekséget alapított. Ennek abban állt a jelentősége, hogy a magyar egyház függetlenné válhatott a német egyháztól. Az első esztergomi érsek Domonkos volt, a Pannonhalmi Főapátság alapítólevele szerint.
1001-ben Kalocsán is érseki székhelyet alapított. Már koronázása előtt is alapított püspökségeket, de utána is folytatta az egyházszervezet kiépítését. Püspökségeket szervezett országszerte. A feltehetően István általi alapítású egyházmegyék a két érseki rangra emelkedett esztergomin és kalocsain túl a veszprémi, a győri, az erdélyi, a pécsi, az egri, a csanádi, a váci és a bihari egyházmegyék. A falvakban is fellendült a keresztény hitélet, ugyanis az egyik híres rendelete alapján tíz falu köteles volt egy templomot építeni. A hittérítéshez külföldről hívott papokat. Eljött az idős Prágai Adalbert, Radla és Asztrik. Magyarország érsekeinek jelenléte az 1007-es frankfurti zsinaton és az Asztrik érsek által 1012-ben Bambergben felszentelt oltár mutatja a magyar egyház kapcsolatát a Szent Római Birodalom papságával.
István Észak-Erdély elfoglalása után megalapította az erdélyi püspökséget, továbbá létrehozta Doboka vármegyét és várispánságot. Doboka ispán Csanád apja volt, valószínű, hogy ő vezette István hadait az 1003-as hadműveletek során. Az erdélyi püspökség jelentősége az volt, hogy négyre emelkedett a magyar egyházmegyék száma, és a kánonjog szerint ennyi kell egy önálló egyháztartomány létrehozásához.
Leodvin bihari püspök írta, hogy hadjárata során Cesariesból több szent ereklyéit is elhozta, köztük Szent György és Szent Miklós földi maradványait. A székesfehérvári háromhajós bazilikának adományozta őket, aminek a Szent Szűz a védőszentje. Itt alapított egy káptalant és itt rendezte be új fővárosát. 1018-ban vagy 1019-ben új zarándokút létesült, ami elkerülte a régi fővárost, Esztergomot. Az új útvonal Magyarországon keresztül kötötte össze Nyugat-Európát a Szentfölddel. István gyakran találkozott és beszélgetett a zarándokokkal, akik hírét vitték szerte Európában. A Kárpát-medencén áthaladó és a Szentföldre tartó zarándokokat fogadta a királyi udvarban, bőségesen ellátta őket és biztosította számukra az országon való biztonságos áthaladást. Clunyi Odilo apát levelet írt arról, hogy a Szentföldön járt zarándokok méltatták a király hitét. A Szentföldre illetve Rómába igyekvő magyar zarándokok számára pedig vendégházakat építtetett Konstantinápolyban, Jeruzsálemben, Ravennában és Rómában. Mivel István biztonságossá tette az utat, az vonzóvá vált a zarándokok számára.
A zarándokokhoz kereskedők csatlakoztak, köztük besenyők is. A legenda szerint István király halálra ítélte azokat a határőröket, akik megtámadtak az úton vándorló 60 békés gazdag besenyőt. Ezzel demonstrálta országának belső békéjét.
A király meggyőzött kereskedőket és zarándokokat, hogy telepedjenek le országában. A velencei bencés szerzetes, a későbbi Szent Gellért szintén zarándokként érkezett az országba 1020 és 1026 között, a pécsváradi monostorban tartotta első igehirdetését. A Szentföldre kívánt továbbutazni. Ezt követően mutatták be a királynak, aki itt marasztalta, és őt választotta fia nevelőjéül is. Gellért az egyházi reformmozgalom híveként Deliberatio című művében elítélte az erőszakos birtokszerzést és az ágyasságot épp úgy, mint a papi házasságot. István több bencés monostort alapított, mint a pécsváradi, zalavári és bakonybéli apátságot. Ezenkívül megalapította a veszprémvölgyi apácakolostort is.
Koppány legyőzése után korábban tett fogadalmának megfelelően folytatta és befejezte a pannonhalmi bencés apátság építését. Fölépíttette az esztergomi székesegyházat, a székesfehérvári koronázóbazilikát és az óbudai Szent Péter és Pál-templomot. Az apátságok, kolostorok keretén belül megindult a latin írásbeliség, iskolák működtek, és azok váltak a művelődés szellemi központjaivá. A rendházakhoz már ekkor hozzátartozott az úgynevezett könyvesház, ahol meg lehetett találni a Bibliát és fellelhetők voltak a szertartáskönyvek mellett tudományos írások is. Az ilyen „könyvtárak” állománya nem volt nagy, ötven-száz kötetet számolhatott. A szerzetesek által működtetett iskolákban az európai keresztény kultúrát tanították, diákjaikból pedig nemcsak a hittérítők kerültek ki, hanem a művelt, írástudó réteg, a király és a vármegyék fő emberei is. A papok és szerzetesek a vallásos szövegeken kívül, a jogi és politikai okmányokat is megfogalmazták. István bőkezűen adakozott az egyházaknak, gyakran látogatta őket. Kálti Márk munkájában, a Képes krónika szerint ezüst dinárokkal teli erszényt hordott az övén, és mikor szegényt látott, saját maga gondoskodott róla.
A kutatók már régóta feltételezték, hogy az egyházi rendelkezéseit valamilyen nyugati, latin eredetű gyűjteményből vették át a szerkesztői. Az egyházi törvényei és a 9. századi, Frank Birodalomban készült pszeudo-izidori hamisítványok között nagy hasonlóságot mutattak ki.

### Törvényei

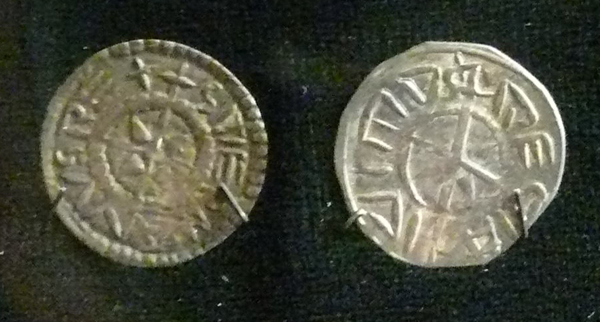
Szent István pénzérméje (dénárja/obulusa), amelynek feliratai „+STEPHANVS REX gyöngykörben egyenlő szárú kereszt, szárai között ékek +REGIA CIVITAS”

Istvánnak közvetlenül trónra kerülése után is meg kellett küzdeni ellenfeleivel, ám hogy a megszerzett területeket egyben tudja tartani és megfelelően tudja azokat működtetni, törvényeket kellett hoznia. Két törvénykönyvét ismerjük. Az Intelmek című írásművet (teljes címe Szent István király intelmei Imre herceghez) sokáig a törvények közé sorolták, ám ez valójában egy királytükör.
Országának keresztény állammá tétele volt István király fő célja egész uralkodása alatt. Habár már apja uralma alatt megkezdődött a magyarok tömeges áttérése, csak István király kényszerítette ki a pogány kultuszok feladását. Törvényhozása erősen összefüggött ezzel a céllal.
Az első törvénykönyv I. István idejében keletkezett vagy nem sokkal a halála után foglalták írásba, míg a második törvénykönyvet feltehetően I. András idejében szerkeszthették egybe. Legrégibb, bár nem teljes szövegét Wilhelm Wattenbach német tudós fedezte fel 1846-ban a stájerországi admonti kolostor könyvtárában egy 12. századi kódexben (Admonti kódex). A törvényeket német mintára fogalmazták, de a cikkelyekben a sajátos magyarországi viszonyokat is figyelembe vették. A kereszténység megerősítésére, az egyházi tulajdon védelmére törekedett, az egyik törvénycikk (a Corpus Juris Hungarici szóhasználata szerint fejezet) például arról rendelkezik, hogy minden 10 falunak egy templomot kell építenie és papját eltartani. De kötelezővé tette a misére járást is vasárnaponként és az ünnepek megülését. Kötelezővé tette a halál előtti gyónást, kivéve hirtelen halál esetén. Ha a haldokló nem gyónt meg, akkor a családnak böjtölnie kellett a pap által megadott módon és ideig. István törvényei a tulajdonviszonyok átalakítása érdekében megváltoztatták az öröklésre vonatkozó addigi magyar szokásokat is, védve ezáltal a magántulajdont, illetve megszüntetve a levirátust. Védte az özvegyek és árvák érdekeit, és szabályozta a szolgáló népek helyzetét. Megszervezte az udvar adminisztratív szervezetét. A világi hatalom központjává Székesfehérvárt, egyházi központtá Esztergomot tette meg. Megkezdte a pénzverést, és kivetette az első adókat. Míg az államalapításig külföldi pénzeket, de leginkább állatpénzt (tinót) használtak, most a fő forgalmi pénz az ezüstdénár lett. Megszüntette a vérségi alapon felépült társadalmi rendet, és területi alapra helyezte az igazgatást. Ezzel elérte a nomád népek letelepedését és a földművelés vált az emberek fő megélhetési forrásává, tehát nemcsak politikai változás következett be, hanem jelentős életmódváltozáson is keresztülment a magyar nép. A földek nagy része királyi birtok lett, amelyekből adományokat és ezen felül tisztségeket (ispánságokat) juttatott híveinek. Ezzel magához tudta kapcsolni őket, mert a tisztségeket épp ilyen könnyen el is lehetett veszíteni, így kialakult egy modernebb, területi alapon szervezett rendszer.

### Intelmei Imre herceghez
Az Intelmek Szent István király intelmei Imre herceghez a Corpus Juris Hungaricibe felvett első törvény, Szent István első törvénykönyve 1027-ből, a korszak legjelentősebb magyar irodalmi alkotása. A király fiához, a trónörökös Imre herceghez intézett Admonitiones (Intelmek) című latin nyelvű műve. Szövegét késő középkori iratok őrizték meg. A történészek vitatják, hogy a művet valóban István király írta-e, vagy egyházi személy. Abban azért egyetértenek, hogy a 11. század első évtizedeiben íródott.
Az Intelmek amellett érvel, hogy a királynak kereszténynek kell lennie. Ennek abban is meg kell nyilvánulnia, hogy támogatja az egyházat, rendszeresen konzultál a püspökökkel, és megbünteti azokat az egyháziakat, akik bűnt követtek el. Együtt kell működnie uralmának pilléreivel, püspökökkel, főurakkal, ispánokkal és katonákkal.

## Halála
A szentséggel és kegyelemmel teljes Szent István király azután országlásának negyvenhatodik évében, a boldogságos, mindenkoron szűz Mária mennybemenetelének napján kiragadtatott e hitvány világból és a szent angyalok társaságába került. Eltemették a fehérvári bazilikában, amelyet ő maga építtetett isten szentséges anyja, a mindenkoron szűz Mária tiszteletére. Sok jel és csoda történt ott e Szent István király érdemeinek közbenjárására, a mi urunk Jézus Krisztus dicsőségére és magasztalására, aki áldott legyen örökkön örökké, ámen.

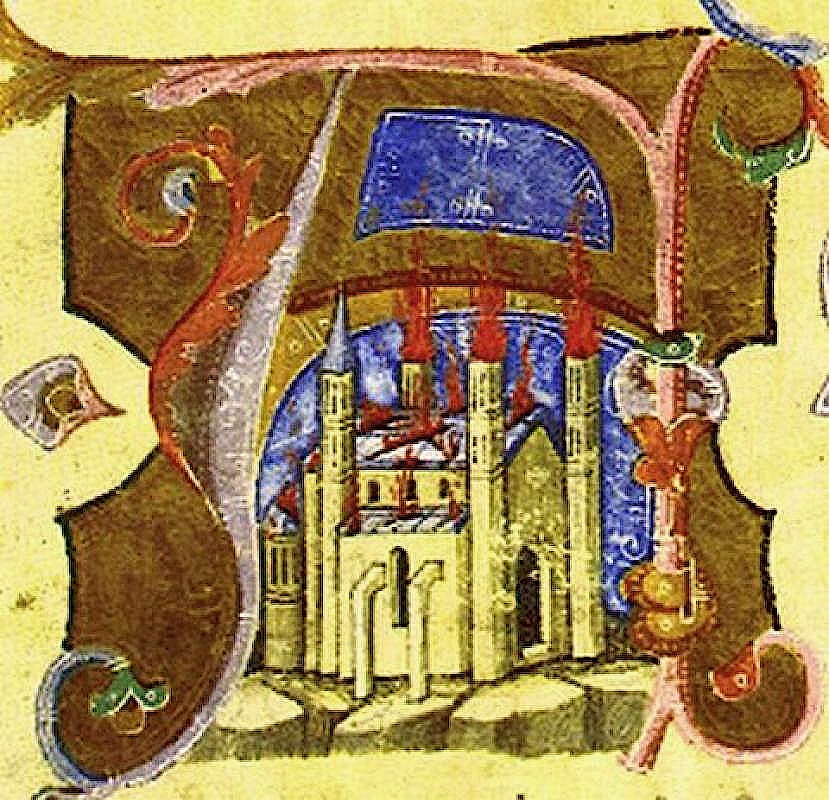
I. István magánegyháza, a későbbi koronázótemplom, a székesfehérvári Nagyboldogasszony-bazilika (a Képes krónika iniciáléja)

István király legtöbb gyermeke nem érte meg a felnőttkort; a gyásszal sújtott király Imre hercegbe helyezte reményét a keresztény magyar állam fennmaradása érdekében. Azonban Imre herceg is meghalt 1031-ben egy vadászbalesetet követően. Ezután az öreg király már nem tudta visszanyerni korábbi egészségét. Kristó szerint a legendában megőrzött kép a virrasztó és a szegények lábát mosó királyról István utolsó éveihez fűződik.
Imre herceg halála után a trónutódlás is kérdésessé vált, mivel Vazul volt a legközelebbi rokon, aki igényt tarthatott a trónra. István király azonban nem akarta, hogy ő legyen az utóda, mivel nem érezte elég szilárdnak az ő keresztény hitét. Ezért sógorának fiát, a velencei Orseolo Pétert tette meg örökösének az Annales Altahenses szerint. Ugyanez a forrás írt Vazul megvakításáról is, hogy ne szerezhesse meg a trónt. Vazul fiait, Leventét, Andrást és Bélát elűzte Magyarországról.
A legenda utal egy sikertelen merényletre, amit az udvar tagjai szerveztek 1031 után. A forrás arról számol be, hogy a palota négy főembere látván a meggyengült királyt megpróbálták megölni Istvánt, ám mikor az alvó király mellé lopakodtak, a kard a földre hullott, és a király felébredt. A merényletet Vazullal, István unokatestvérével hozták kapcsolatba. Büntetésül az elkövetőket a király megvakíttatta, és "bűnös karjukat" levágatta. Vazult mint fő szervezőt vakíttatta meg. Csak későbbi forrásokban szerepel, hogy Vazul fülébe ólmot öntöttek. Egyes nézőpontok szerint István király második törvénykönyve is utal a merényletre, mivel a merényletekről is ír. Ez a nézet azonban nem általánosan elfogadott. Györffy a törvénykönyv keletkezését 1009 körülre teszi. Ennek a részletnek a szerzősége is vitatott; Györffy szerint István uralkodása alatt keletkezett, de ezt Berend, Laszlovszky és Szakács vitatja, későbbi hozzáadás lehet.

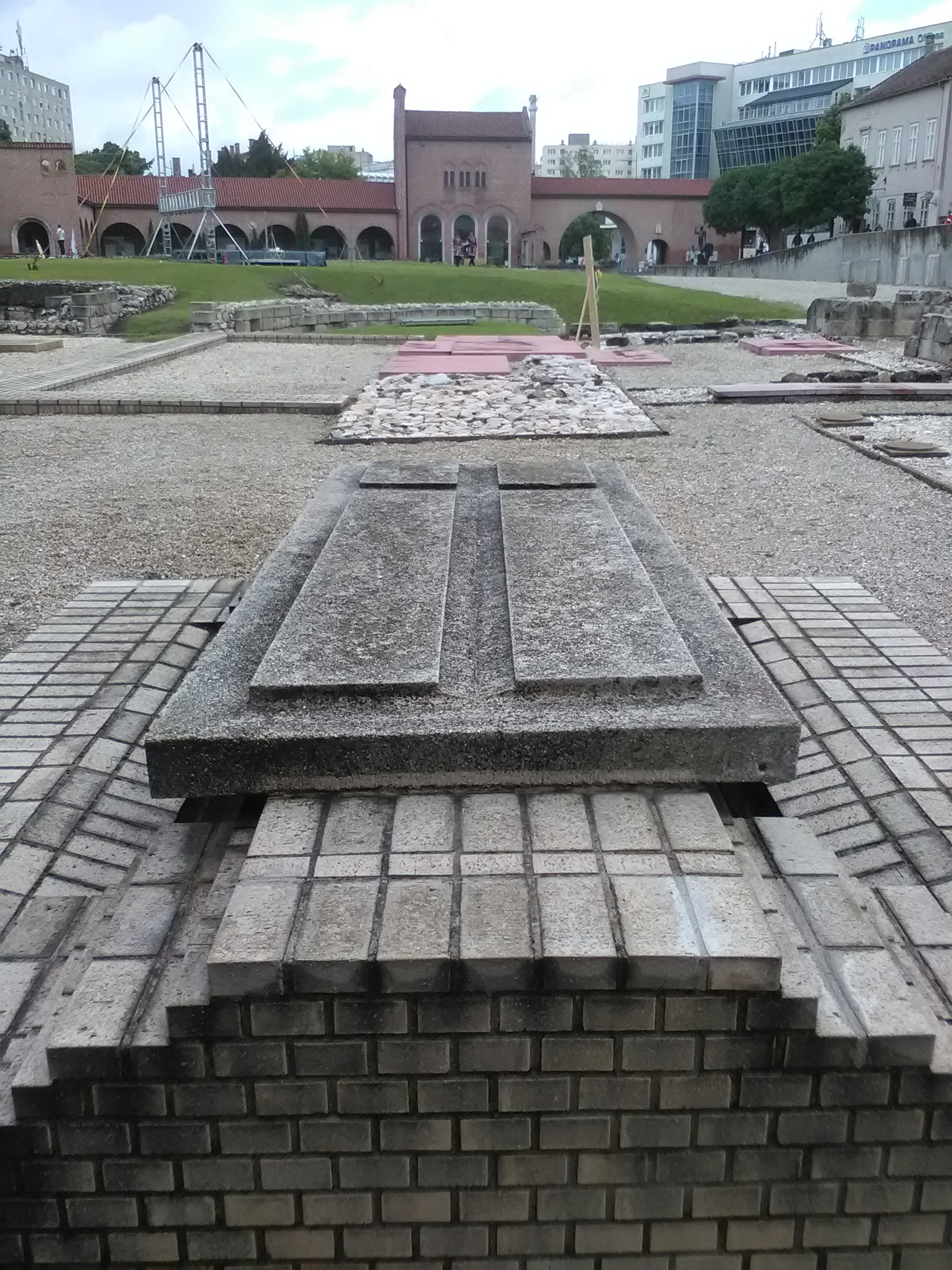
Sírjának helye a székesfehérvári Nagyboldogasszony-bazilika romkertjében. Háttérben a király szarkofágját őrző mauzóleum épülete

Utolsó éveiben István a felesége, Gizella és a trónra jelölt Péter között kialakult feszült viszonyt szomorúan szemlélte. Mindent megtett, hogy összebékítse a két felet, de ezen próbálkozásai nem jártak sikerrel. Élete végén még egyszer megmutatta, hogy milyen fából faragták: a békés szándékkal Magyarországra érkező besenyők ellen erőszakkal fellépő határvédőket kettesével köttette föl szerte az országban.
Végül 1038. augusztus 15-én (Nagyboldogasszony napján) halt meg. Végakaratának megfelelően az általa Székesfehérváron alapított Nagyboldogasszony-bazilikában helyezték örök nyugalomra. Halálának helyszínét egyetlen leírásban sem olvashatjuk konkrétan. Források említik, hogy palotájának nagyjai ágyához gyűltek halálakor, tehát minden bizonnyal a két főváros egyikében, Esztergomban vagy Székesfehérvárott halhatott meg. Egy legenda szerint testét halála után Székesfehérvárra vitték.
Gyásztisztességére Pannónia minden tájáról összesereglettek, a királyi székhelyre, azaz Fehérvárra vitték el a testet, s minthogy a tőle épített egyház a Szentséges Szűz tiszteletére még nem volt felszentelve, tanácsot tartván a főpapok, azt határozták, hogy szenteljék fel előbb a bazilikát, a testet a földnek csak azután adják át. A felszentelés ünnepségét megtartván, szent testét az épület közepén fehér márványból faragott szarkofágba helyezték
Továbbá betegsége és fájó lába utalhat az Esztergom környéki hévizekre. Leírásokból azonban tudjuk, hogy öregkorának nagy részét Székesfehérvárott töltötte el a fia halála okozta gyászba borulva.
Halálát évtizedekig tartó bizonytalanság követte belháborúkkal, pogánylázadással, külső behatolással. Ez az időszak 1077-ben ért véget, amikor Vazul unokája, Szent László király elfoglalta a trónt.

## Családja

### Házassága

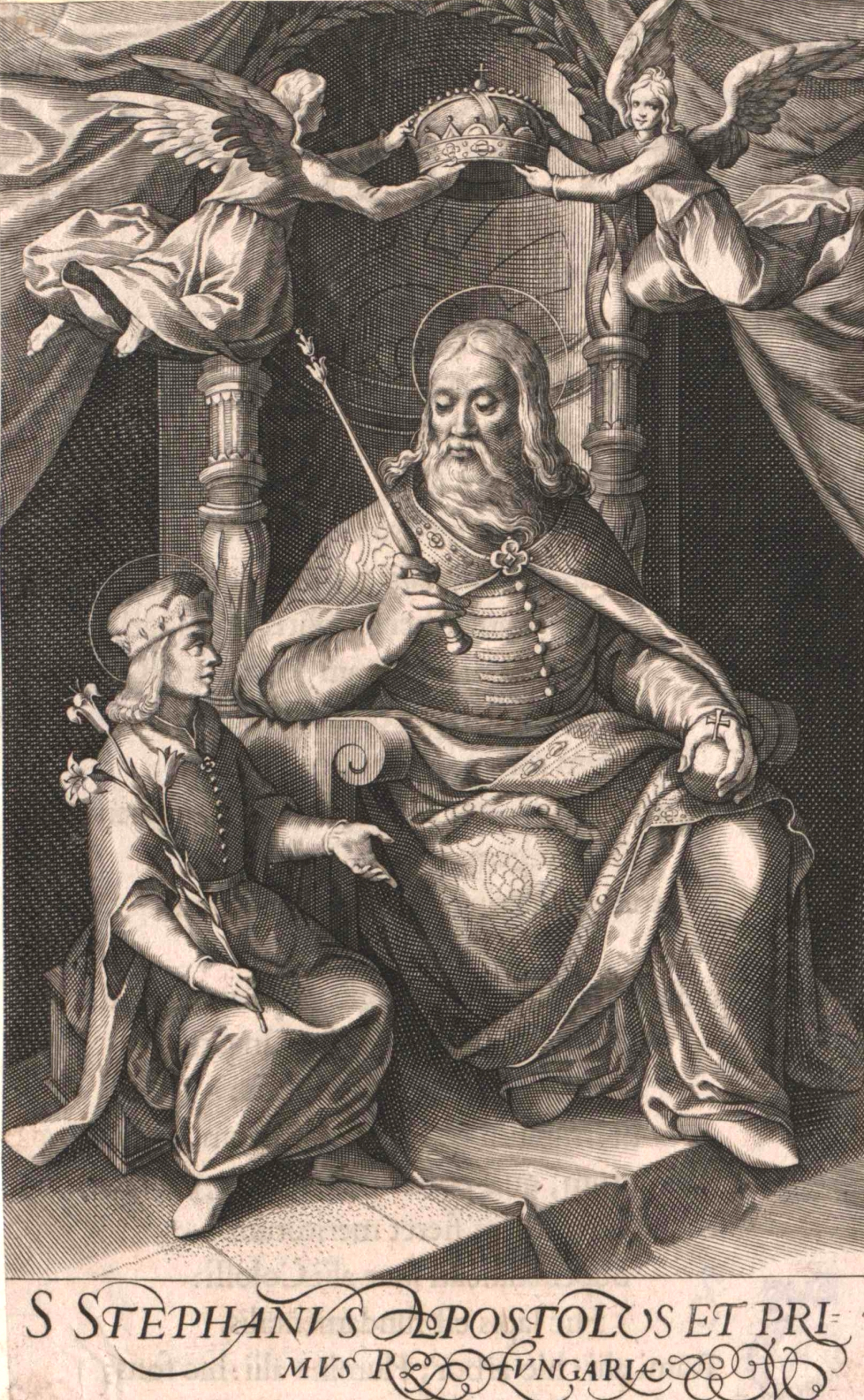
Szent István és Szent Imre

A fiatal István még apja, Géza élete során megházasodott. Felesége a legősibb német-római császári dinasztiának számító Szász-házból származó Gizella lett. Apja a német ellenkirály, a később csak a „Civakodó” jelzővel illetett, II. Henrik bajor herceg, anyja a Burgundi-házból származó Gizella bajor hercegné volt. Gizella fiatalabb volt, mint István, 985 körül született. Apja már nem élt, amikor a magyar követek megérkeztek Regensburgba a házassági ajánlattal, így az akkor már uralkodó testvérétől, a később szentté is avatott II. Henrik német császártól kérték meg Gizella kezét. A hagyomány szerint Adalbert prágai püspöknek szerepe volt a frigy létrejöttében. A házasságkötésre 996-ban került sor, a bajor hagyomány szerint Scheyern település bencés apátságában. A bajorországi esküvőt követően Gizellával számos német udvarhölgy és lovag érkezett az országba. Az ekkor még fejedelemasszonynak számító Gizella férje megkoronázását követően Magyarország első királynéja lett. Német krónikások feljegyezték, hogy a bajorok a házasságtól a kereszténység gyors terjedését várták, és ennek érdekében minden segítséget igyekeztek megadni a magyaroknak. Gizellával együtt jelentős számban érkeztek bajor papok, lovagok és mesteremberek az országba, és ha kellett, fegyverrel is támogatták Istvánt.
1045-ben elhagyta az országot, hogy többé ne térhessen vissza. A Niedernburg apátság apátnőjeként halt meg Bajorországban, Passauban 1060 körül.

### Utódlása

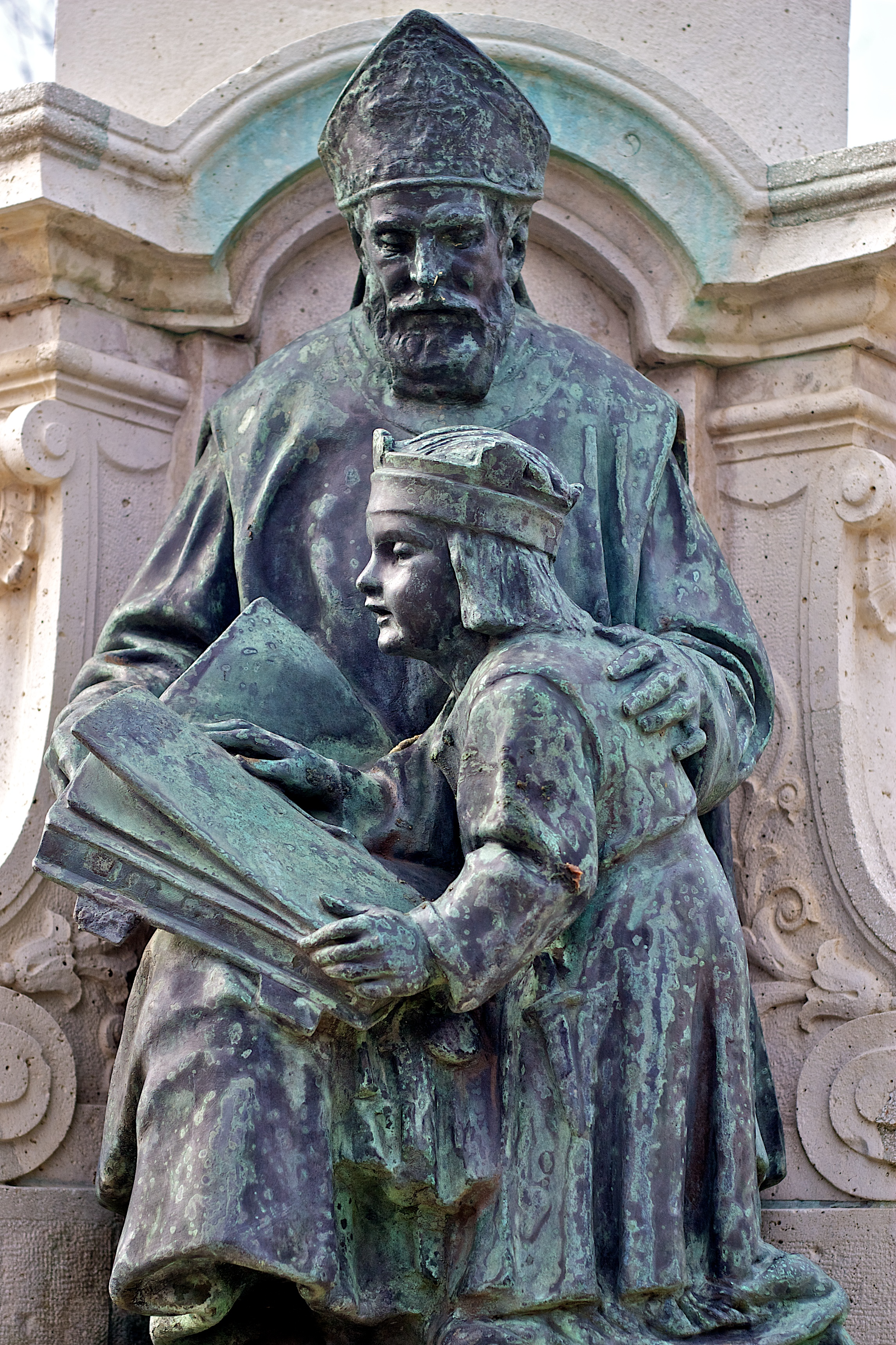
Imre herceg és Szent Gellért alakja a Bory Jenő alkotta székesfehérvári Püspökkúton

István és Gizella házasságából feltehetően több gyermek született, egyes elméletek szerint két fiú és három lány. A Képes Krónika szerint több fiú is született. Két fiú név szerint is ismeretes, egyikük Ottó, másikuk – akit 1083-ban szentté avatását követően Imre néven tiszteltek – a Henrik nevet viselte. Ottó még nyilván III. Ottó császár életében, tehát 1002 előtt született, míg Henrik talán 1007-ben, akkor, amikor már anyja, Gizella testvére, II. Henrik ült a trónon. Ottó bizonyára fiatalon meghalt, így utódlás szempontjából Henrik maradt az uralkodópár egyetlen reménysége. Így neveltetésére is nagy gondot fordítottak, a velencei szerzetes, a későbbi Szent Gellért is foglalkozott a trónörökös tanításával, István pedig az Intelmek című művében foglalta össze fia számára egy jó király teendőit. Legendája szerint Imre herceg tisztaságot fogadott, amit a házasságban is megőrzött, így nem született gyereke. A bizánci császár lányát adták hozzá, ám amikor 1031-ben vadászat közben egy vadkan halálra sebezte, minden remény elveszett arra, hogy István egyenes ágon adja tovább királyi címét. A király valamennyi gyermekét maga temette el. Ezen szörnyű csapás beteggé is tette Istvánt, és az csak tetézte fájdalmát, hogy közvetlen rokonai között senkit nem látott alkalmasnak, hogy örökébe lépjen, és keresztény hitben megtartsa az országot. Ez vezetett Vazul megvakíttatásához és az utána következő évtizedes háborúkhoz.
Apja testvérének fiai, azaz István unokatestvérei, Vazul és László jöhettek számításba, azonban László még mindig pogány hitet vallott, Vazul pedig bizánci rítusú keresztény volt. Választása végül Ilona nevű lánytestvérének fiára, azaz unokaöccsére, Orseolo Péterre esett, aki már az 1020-as évektől a magyar királyi udvarban élt, mert az Orseolo-család ellen fellázadtak a velenceiek, így Péter anyjával és húgával együtt István udvarába menekült. István döntése Vazulból elégedetlenséget váltott ki és kevéssel 1031 előtt merényletet követett el a királya ellen. István nem ítélte halálra a lázadó Vazult, de uralkodásra alkalmatlanná tette azzal, hogy megvakíttatta. Csak későbbi forrásokban szerepel, hogy Vazul fülébe ólmot öntöttek. Ám István törekvései ellenére a későbbi magyar királyok Vazul ágából kerültek ki.
|            |            |            |            |            |            |         |         |         |         |                  |                  |                  |                  |                  |                  |           |           | II. Gyula  | II. Gyula  | II. Gyula  | II. Gyula  | II. Gyula  | II. Gyula  |       |       |       |       | Ismeretlen   | Ismeretlen   | Ismeretlen   | Ismeretlen   | Ismeretlen   | Ismeretlen   |  |  |         |         |         |         | Taksony | Taksony | Taksony | Taksony | Taksony | Taksony |        |        |        |        |  |  | Ismeretlen      | Ismeretlen      | Ismeretlen      | Ismeretlen      | Ismeretlen      | Ismeretlen      |  |  |        |        |            |            |            |            |            |            |
|            |            |            |            |            |            |         |         |         |         |                  |                  |                  |                  |                  |                  |           |           | II. Gyula  | II. Gyula  | II. Gyula  | II. Gyula  | II. Gyula  | II. Gyula  |       |       |       |       | Ismeretlen   | Ismeretlen   | Ismeretlen   | Ismeretlen   | Ismeretlen   | Ismeretlen   |  |  |         |         |         |         | Taksony | Taksony | Taksony | Taksony | Taksony | Taksony |        |        |        |        |  |  | Ismeretlen      | Ismeretlen      | Ismeretlen      | Ismeretlen      | Ismeretlen      | Ismeretlen      |  |  |        |        |            |            |            |            |            |            |
|            |            |            |            |            |            |         |         |         |         |                  |                  |                  |                  |                  |                  |           |           |            |            |            |            |            |            |       |       |       |       |              |              |              |              |              |              |  |  |         |         |         |         |         |         |         |         |         |         |        |        |        |        |  |  |                 |                 |                 |                 |                 |                 |  |  |        |        |            |            |            |            |            |            |
|            |            |            |            |            |            |         |         |         |         |                  |                  |                  |                  |                  |                  |           |           |            |            |            |            |            |            |       |       |       |       |              |              |              |              |              |              |  |  |         |         |         |         |         |         |         |         |         |         |        |        |        |        |  |  |                 |                 |                 |                 |                 |                 |  |  |        |        |            |            |            |            |            |            |
| II. Henrik | II. Henrik | II. Henrik | II. Henrik | II. Henrik | II. Henrik |         |         |         |         | Burgundi Gizella | Burgundi Gizella | Burgundi Gizella | Burgundi Gizella | Burgundi Gizella | Burgundi Gizella |           |           | III. Gyula | III. Gyula | III. Gyula | III. Gyula | III. Gyula | III. Gyula |       |       |       |       | Sarolt       | Sarolt       | Sarolt       | Sarolt       | Sarolt       | Sarolt       |  |  |         |         |         |         | Géza    | Géza    | Géza    | Géza    | Géza    | Géza    |        |        |        |        |  |  | Mihály          | Mihály          | Mihály          | Mihály          | Mihály          | Mihály          |  |  |        |        | Ismeretlen | Ismeretlen | Ismeretlen | Ismeretlen | Ismeretlen | Ismeretlen |
| II. Henrik | II. Henrik | II. Henrik | II. Henrik | II. Henrik | II. Henrik |         |         |         |         | Burgundi Gizella | Burgundi Gizella | Burgundi Gizella | Burgundi Gizella | Burgundi Gizella | Burgundi Gizella |           |           | III. Gyula | III. Gyula | III. Gyula | III. Gyula | III. Gyula | III. Gyula |       |       |       |       | Sarolt       | Sarolt       | Sarolt       | Sarolt       | Sarolt       | Sarolt       |  |  |         |         |         |         | Géza    | Géza    | Géza    | Géza    | Géza    | Géza    |        |        |        |        |  |  | Mihály          | Mihály          | Mihály          | Mihály          | Mihály          | Mihály          |  |  |        |        | Ismeretlen | Ismeretlen | Ismeretlen | Ismeretlen | Ismeretlen | Ismeretlen |
|            |            |            |            |            |            |         |         |         |         |                  |                  |                  |                  |                  |                  |           |           |            |            |            |            |            |            |       |       |       |       |              |              |              |              |              |              |  |  |         |         |         |         |         |         |         |         |         |         |        |        |        |        |  |  |                 |                 |                 |                 |                 |                 |  |  |        |        |            |            |            |            |            |            |
|            |            |            |            |            |            |         |         |         |         |                  |                  |                  |                  |                  |                  |           |           |            |            |            |            |            |            |       |       |       |       |              |              |              |              |              |              |  |  |         |         |         |         |         |         |         |         |         |         |        |        |        |        |  |  |                 |                 |                 |                 |                 |                 |  |  |        |        |            |            |            |            |            |            |
|            |            |            |            |            |            |         |         |         |         | Judit            | Judit            | Judit            | Judit            | Judit            | Judit            |           |           | Ilona      | Ilona      | Ilona      | Ilona      | Ilona      | Ilona      |       |       |       |       | Orseolo Ottó | Orseolo Ottó | Orseolo Ottó | Orseolo Ottó | Orseolo Ottó | Orseolo Ottó |  |  | Sarolta | Sarolta | Sarolta | Sarolta | Sarolta | Sarolta |         |         | Sámuel  | Sámuel  | Sámuel | Sámuel | Sámuel | Sámuel |  |  | Vazul           | Vazul           | Vazul           | Vazul           | Vazul           | Vazul           |  |  | László | László | László     | László     | László     | László     |            |            |
|            |            |            |            |            |            |         |         |         |         | Judit            | Judit            | Judit            | Judit            | Judit            | Judit            |           |           | Ilona      | Ilona      | Ilona      | Ilona      | Ilona      | Ilona      |       |       |       |       | Orseolo Ottó | Orseolo Ottó | Orseolo Ottó | Orseolo Ottó | Orseolo Ottó | Orseolo Ottó |  |  | Sarolta | Sarolta | Sarolta | Sarolta | Sarolta | Sarolta |         |         | Sámuel  | Sámuel  | Sámuel | Sámuel | Sámuel | Sámuel |  |  | Vazul           | Vazul           | Vazul           | Vazul           | Vazul           | Vazul           |  |  | László | László | László     | László     | László     | László     |            |            |
|            |            |            |            |            |            |         |         |         |         |                  |                  |                  |                  |                  |                  |           |           |            |            |            |            |            |            |       |       |       |       |              |              |              |              |              |              |  |  |         |         |         |         |         |         |         |         |         |         |        |        |        |        |  |  |                 |                 |                 |                 |                 |                 |  |  |        |        |            |            |            |            |            |            |
|            |            |            |            | Gizella    | Gizella    | Gizella | Gizella | Gizella | Gizella |                  |                  |                  |                  | I. István        | I. István        | I. István | I. István | I. István  | I. István  |            |            |            |            |       |       |       |       |              |              |              |              |              |              |  |  |         |         |         |         |         |         |         |         |         |         |        |        |        |        |  |  |                 |                 |                 |                 |                 |                 |  |  |        |        |            |            |            |            |            |            |
|            |            |            |            | Gizella    | Gizella    | Gizella | Gizella | Gizella | Gizella |                  |                  |                  |                  | I. István        | I. István        | I. István | I. István | I. István  | I. István  |            |            |            |            |       |       |       |       |              |              |              |              |              |              |  |  |         |         |         |         |         |         |         |         |         |         |        |        |        |        |  |  |                 |                 |                 |                 |                 |                 |  |  |        |        |            |            |            |            |            |            |
|            |            |            |            |            |            |         |         |         |         |                  |                  |                  |                  |                  |                  |           |           |            |            |            |            | Péter      | Péter      | Péter | Péter | Péter | Péter |              |              |              |              |              |              |  |  |         |         |         |         |         |         |         |         |         |         |        |        |        |        |  |  | Magyar királyok | Magyar királyok | Magyar királyok | Magyar királyok | Magyar királyok | Magyar királyok |  |  |        |        |            |            |            |            |            |            |
|            |            |            |            |            |            |         |         |         |         |                  |                  |                  |                  |                  |                  |           |           |            |            |            |            | Péter      | Péter      | Péter | Péter | Péter | Péter |              |              |              |              |              |              |  |  |         |         |         |         |         |         |         |         |         |         |        |        |        |        |  |  | Magyar királyok | Magyar királyok | Magyar királyok | Magyar királyok | Magyar királyok | Magyar királyok |  |  |        |        |            |            |            |            |            |            |
|            |            |            |            |            |            |         |         |         |         |                  |                  |                  |                  |                  |                  |           |           |            |            |            |            |            |            |       |       |       |       |              |              |              |              |              |              |  |  |         |         |         |         |         |         |         |         |         |         |        |        |        |        |  |  |                 |                 |                 |                 |                 |                 |  |  |        |        |            |            |            |            |            |            |
|            |            |            |            | Ottó       | Ottó       | Ottó    | Ottó    | Ottó    | Ottó    |                  |                  |                  |                  | Imre             | Imre             | Imre      | Imre      | Imre       | Imre       |            |            |            |            |       |       |       |       |              |              |              |              |              |              |  |  |         |         |         |         |         |         |         |         |         |         |        |        |        |        |  |  |                 |                 |                 |                 |                 |                 |  |  |        |        |            |            |            |            |            |            |

## Emlékezete

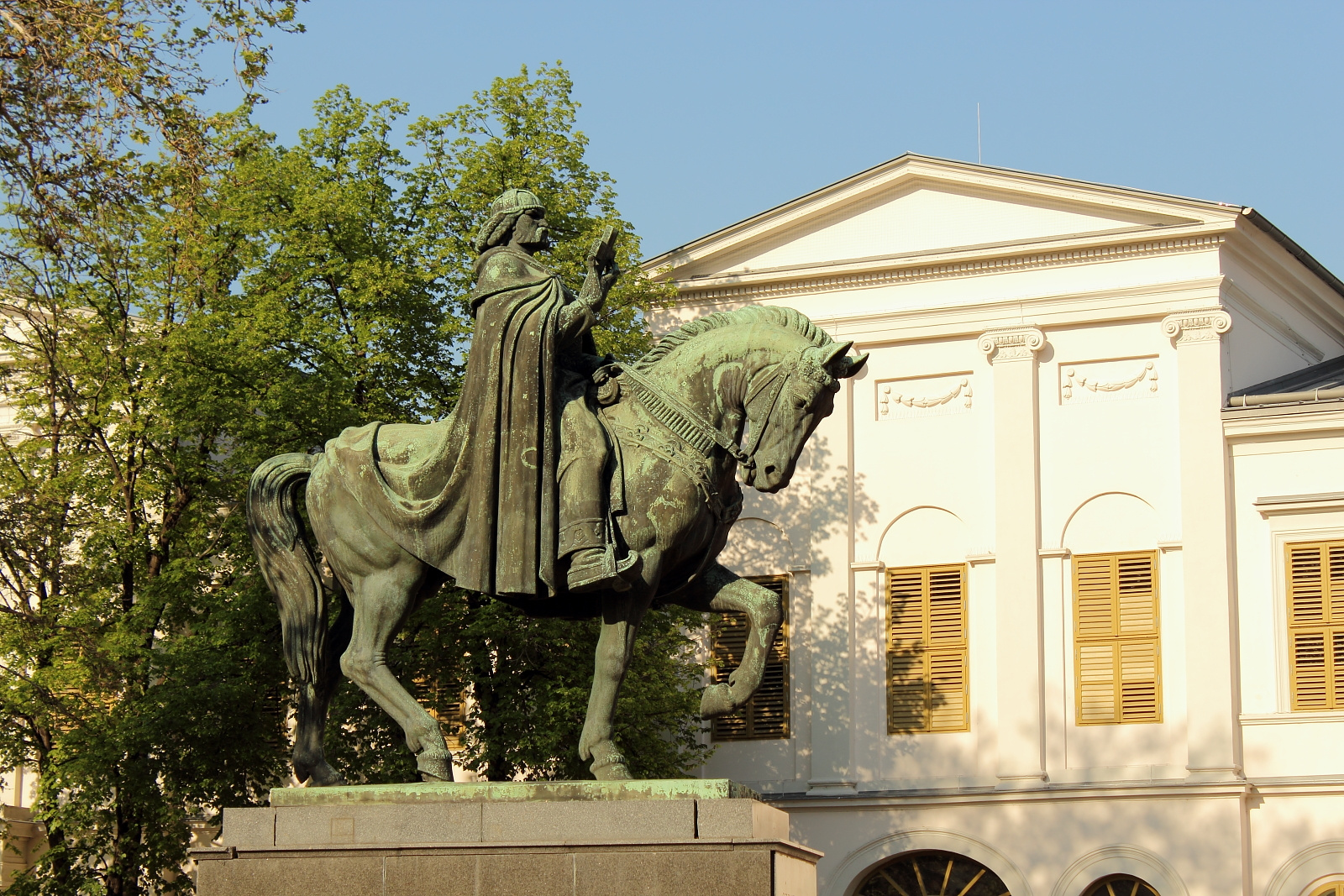
Lovasszobra Székesfehérvárott. Sidló Ferenc, 1938

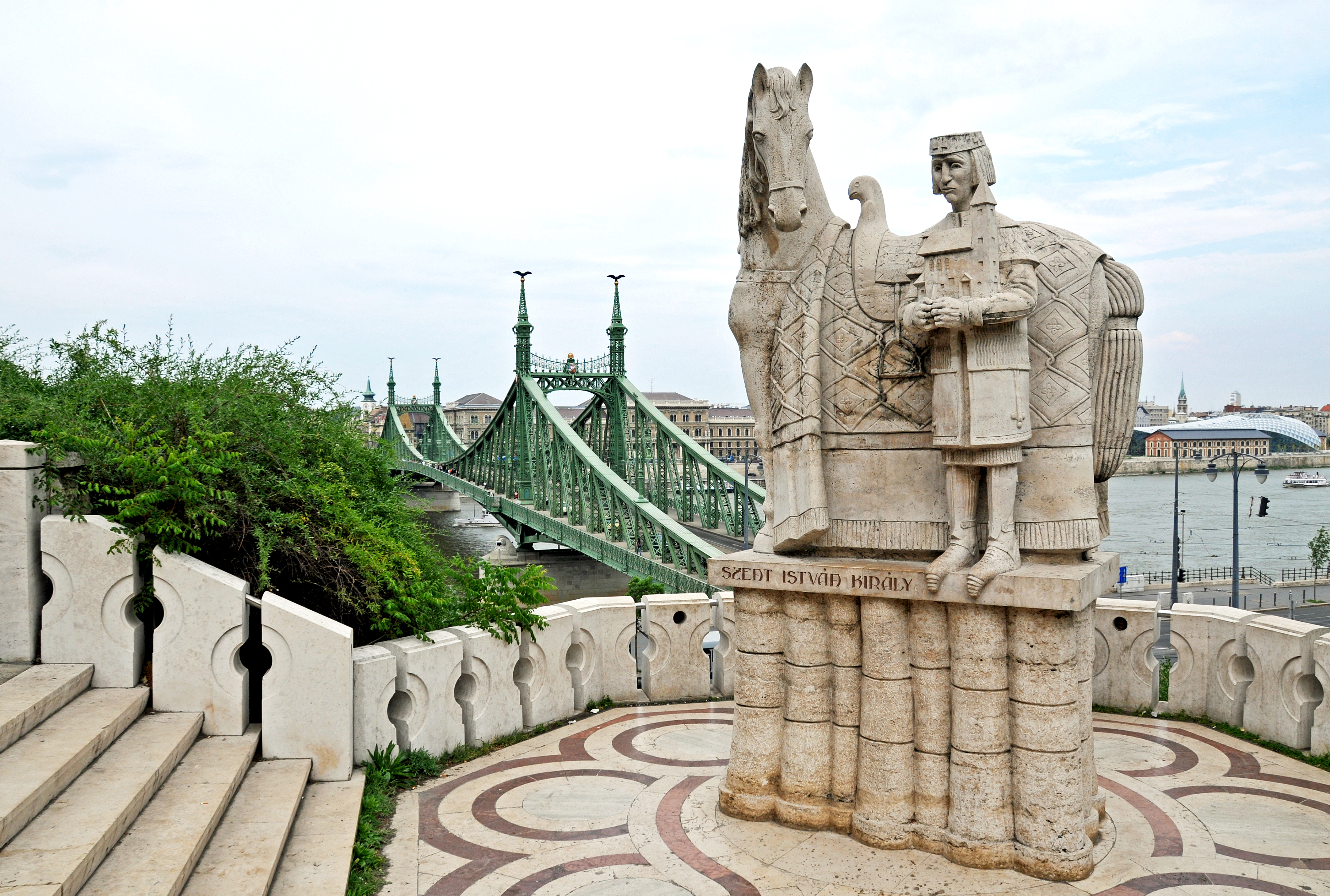
Szobra a budapesti Gellért-hegyen

István királyt mindig is az egyik legnagyobb államférfinak tekintették Magyarországon. Fő eredménye a keresztény magyar állam megalapítása, ami biztosította a magyarok túlélését a Kárpát-medencében; szemben a hunokkal, avarokkal és más népekkel, amelyek korábban ugyanitt telepedtek le. Bryan Cartledge szerint István király uralma negyven évnyi viszonylagos békét hozott, és biztos, de nem látványos uralmat.
A későbbi magyar királyok, még Vazul leszármazottai is, hangsúlyozták, hogy megőrzik István király eredményeit. I. András, akit pogánylázadás juttatott hatalomra, betiltotta a pogány rítusokat, és deklarálta, hogy alattvalóinak István király törvényei szerint kell élniük (lásd Képes Krónika).
A középkori Magyarországon ha közösségek védelmezni akarták kiváltságaikat, akkor Szent István királyra hivatkoztak, tőle eredeztették kiváltságaikat. Példa Táp község lakóinak levele 1347-ből a Pannonhalmai Főapátsággal szemben, amikor is arra hivatkoztak, hogy az apát nem jogosult megemelni az adóikat, mert az ellentmond a Szent István király idejéből származó szabadságuknak.
István király a magyar kiemelkedő alaknak számít, személyét nagy kultusz övezi. A halálának 900. évfordulója alkalmából szervezett emlékévben az ünnepségek fő helyszínén, Székesfehérvárott a kihelyezett országgyűlés augusztus 20-át az államalapítás ünnepévé és Szent István emléknapjává nyilvánította. Nevét több falu, például Királyszentistván és Szentistván viseli; Esztergom és Székesfehérvár esetében a Szent István városa jelzőt is szokás használni. Nevét továbbá számos templom is őrzi, melyek közül a legnagyobb az Ybl Miklós által átdolgozott Hild József-tervek alapján épült, 96 méter magas budapesti Szent István-bazilika.
1998 óta a magyar tízezer forintos bankjegyen Szent István arcképe látható. 2000. augusztus 20-án olyan kétezer forintos is forgalomba került, amely egyik oldalán a Szent Korona, másik oldalán pedig Benczúr Gyula, Vajk megkeresztelése című festménye látható.

### A szent király
I. István király ismert és kiemelkedő személynek számít a magyar történelemben. Ám nincs bizonyíték arra, hogy Istvánnak már életében és az Árpád-korban is, a maihoz hasonló kultusza lett volna, erre utal ugyanis, hogy az első őt követő István csak a 12. században élt. A figyelem csak a halálát követő zavaros évtizedek után fordult felé. A szentté avatását már a 11. század végén kezdeményezte az akkori magyar király, a későbbi Szent László. A szertartást pápai engedéllyel végezték. László és az akkori pápa, VII. Gergely több alkalommal érintkeztek egymással, amit hiteles vatikáni források is bizonyítanak. Az a levél azonban nem maradt fenn, amiben Szent László a pápai engedélyt kérelmezte István szentté avatáshoz, ám Szent Gellért püspök írása megőrizte a pápai engedélyét, amely írás így szól: „emeljék fel azok testét, akik Pannóniában a hit magvát elvetették, és az országot a hit hirdetésével öntözték, hogy őket a legnagyobb tiszteletben tartsák és méltó tisztelettel illessék.” Ez azt jelentette, hogy István sírját megbontják, testét pedig az oltárra emelik.
A szertartásra háromnapos böjtöt és imát követően szentmise keretében került sor. A ceremónia augusztus 15-re, Nagyboldogasszony napjára volt kitűzve, de István koporsóját nem tudták kinyitni. A legenda szerint ehhez Salamont szabadon kellett bocsátani. Végül csak öt nap múlva tudták felnyitni a koporsót. A koporsó felnyitását csodás gyógyulások követték, amit Kristó tömegpszichózissal vagy elragadtatással magyaráz. A legenda szerint koporsót rózsaszínű víz töltötte ki, és a maradványok balzsamillatúak voltak. 1083. augusztus 20-án László az első magyar királyt, a magyar püspökök, apátok és előkelők jelenlétében István király ezüstládába zárt ereklyéivel a székesfehérvári királyi bazilika oltárára emeltette, ami a szentté avatását jelentette. Ezután „a felszentelés ünnepségének befejeztével a szent testet az egyház közepén fehér márvány szarkofágban helyezték el.” Ezzel ő lett az első magyar katolikus szent és egyben az első magyar szent király is. Ugyanezen a napon avatták szentté Imre herceget és Gellért püspököt is.
A római katolikus egyház Magyarország fővédőszentjeként és a nemzet mennyei patrónusaként tiszteli, valamint minden magyar katona védőszentje is egyben.
2000. augusztus 20-án I. Bartholomaiosz konstantinápolyi pátriárka a budapesti Szent István-bazilika előtt bemutatott szentmisén jelentette be, hogy a keleti keresztények is felvették egyházuk szentjei közé. Így a nagy egyházszakadás, az 1054-es szkizma óta Szent István király az első olyan szent, akit mind a római katolikus, mind az ortodox hívők szentként tisztelnek, és aki így ökumenikus hidat jelent. István király természetes úton mumifikálódott jobb keze, a Szent Jobb katolikus ereklye, melyet a budapesti Szent István-bazilikában, a Szent Jobb-kápolnában őriznek.
Első legendája Szent István király nagyobbik legendája, ami 1077 és 1083 között íródott. Idealizált képet fest a királyról, aki magát és országát Szűz Máriának ajánlotta. Kisebbik legendája már Kálmán király idején, 1100 körül íródott, István király szigorúságát emeli ki. Harmadik legendája a Hartvik-legenda, ami az előző kettő alapján készült, szintén Kálmán király alatt. III. Ince pápa ezt nyilvánította hivatalossá 1201-ben. Klaniczay Gábor azt írta, hogy ezek a legendák új fejezetet nyitottak a szent uralkodók legendáinak sorában, mivel bemutatják, hogy egy egyeduralkodó hatalmának aktív használatával is elérheti a szentséget. István király volt az első uralkodó, akit Krisztus győzedelmes katonájaként avattak szentté. Hitvalló király is volt, szemben a korábban szentté avatott vértanú uralkodókkal.
Nemcsak Magyarországon tisztelik. Kezdetben először Bajorországban, Scheyernben és Bambergben, de ereklyéi elkerültek Aachenbe, Kölnbe, Montecassinóba és Namurba is. XI. Ince pápa 1686-ban Buda felszabadítása után az egész egyházra kiterjesztette a kultuszt, és ünnepét szeptember 2-ára tűzte ki. 1969-ben, amikor Szent Joachim napját áthelyezték, akkor István király napját tették a helyére, augusztus 16-ára. Magyarországon szentté avatásának napján ünneplik, augusztus 20-án. A Szent Jobb ereklyéjének ünnepe május 30-a.
Magyarország védőszentje, királyok, kőművesek, kőfaragók, építőmunkások védőszentje, súlyos betegségtől szenvedő gyerekek védőszentje.

### A Szent Jobb
István természetes módon mumifikálódott jobb kezét külön kultusz övezi. Egy Mercurials nevű pap lopta el, de 1084. május 30-án megtalálták Bihar vármegyében. A szentek ereklyéinek ellopása az akkori idők legendairodalmának kedvelt témája volt. Hartvik püspök erről az alapján írt, amit neki forrásadói elmondtak, kalandos úttal és látomásokkal. A Szent Jobb tiszteletére apátságot alapítottak a megyében (Szentjobb, románul Sâniob).
A középkorban évszázadokig Szentjobbon őrizték az ereklyét. A tatárjárás alatt Raguzába menekítették. 1420-ban Székesfehérvárra vitték. A török korban különböző helyeken őrizték, volt Boszniában, Raguzában, Bécsben. 1771-ben Mária Terézia a Lorettói nővérek budai kolostorának adta. 1900-tól 1944-ig a budai várban a Szent Zsigmond kápolnában, 1944-45-ben egy Salzburg környéki barlangban, majd újra a Lorettói nővéreknél tartották. 1950-től a Szent István-bazilikában látható. Tiszteletére 1938-tól körmeneteket tartottak 1950-ig, amikor a kommunista párt elrendelte, hogy a Szent Jobbot el kell zárni a nagyközönség elől. Ezt a tilalmat 1988-ban oldották föl, azóta lehet újra körmeneteket tartani.

## Galéria

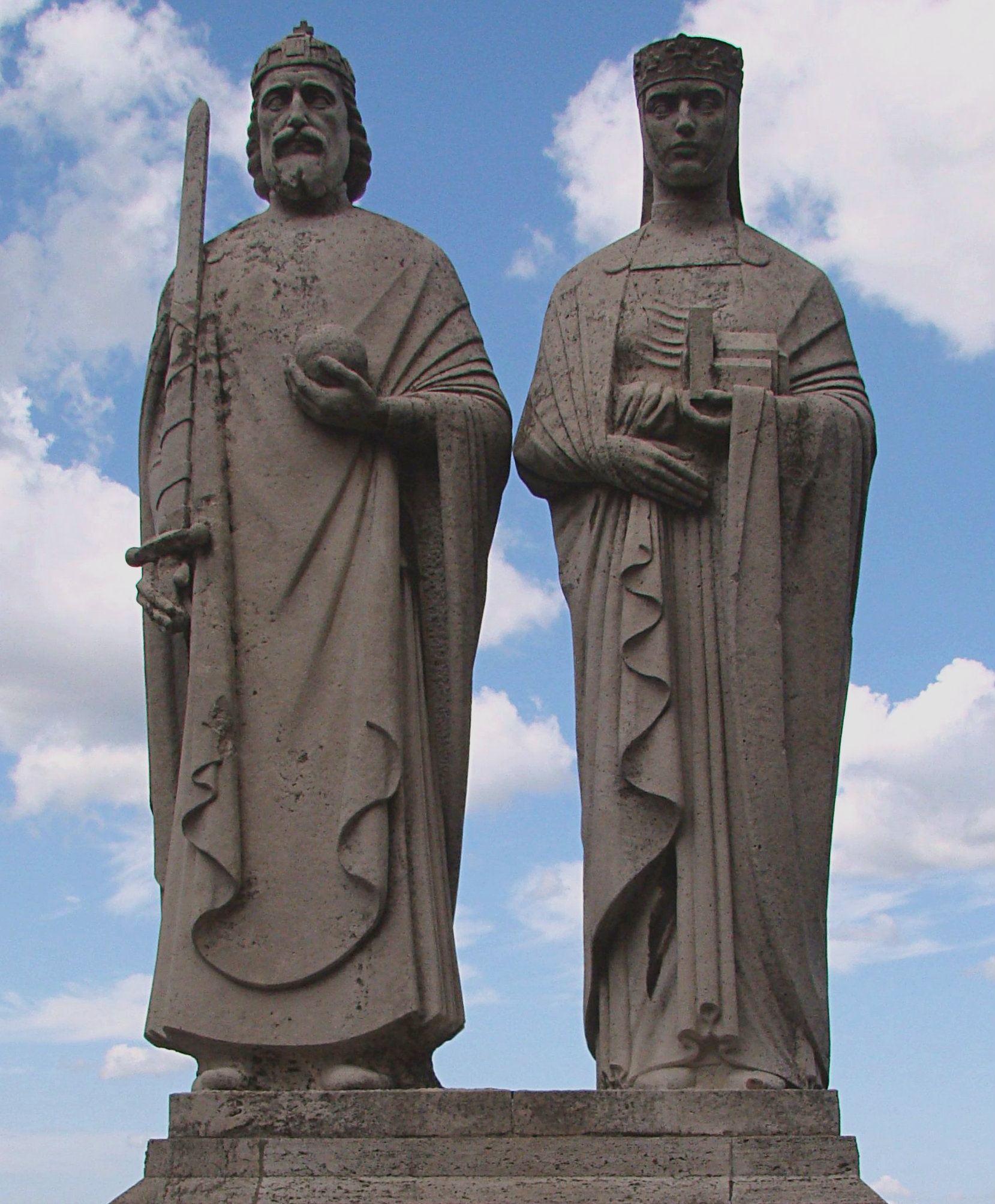
István és Gizella szobra Veszprémben, Ispánki József, 1938
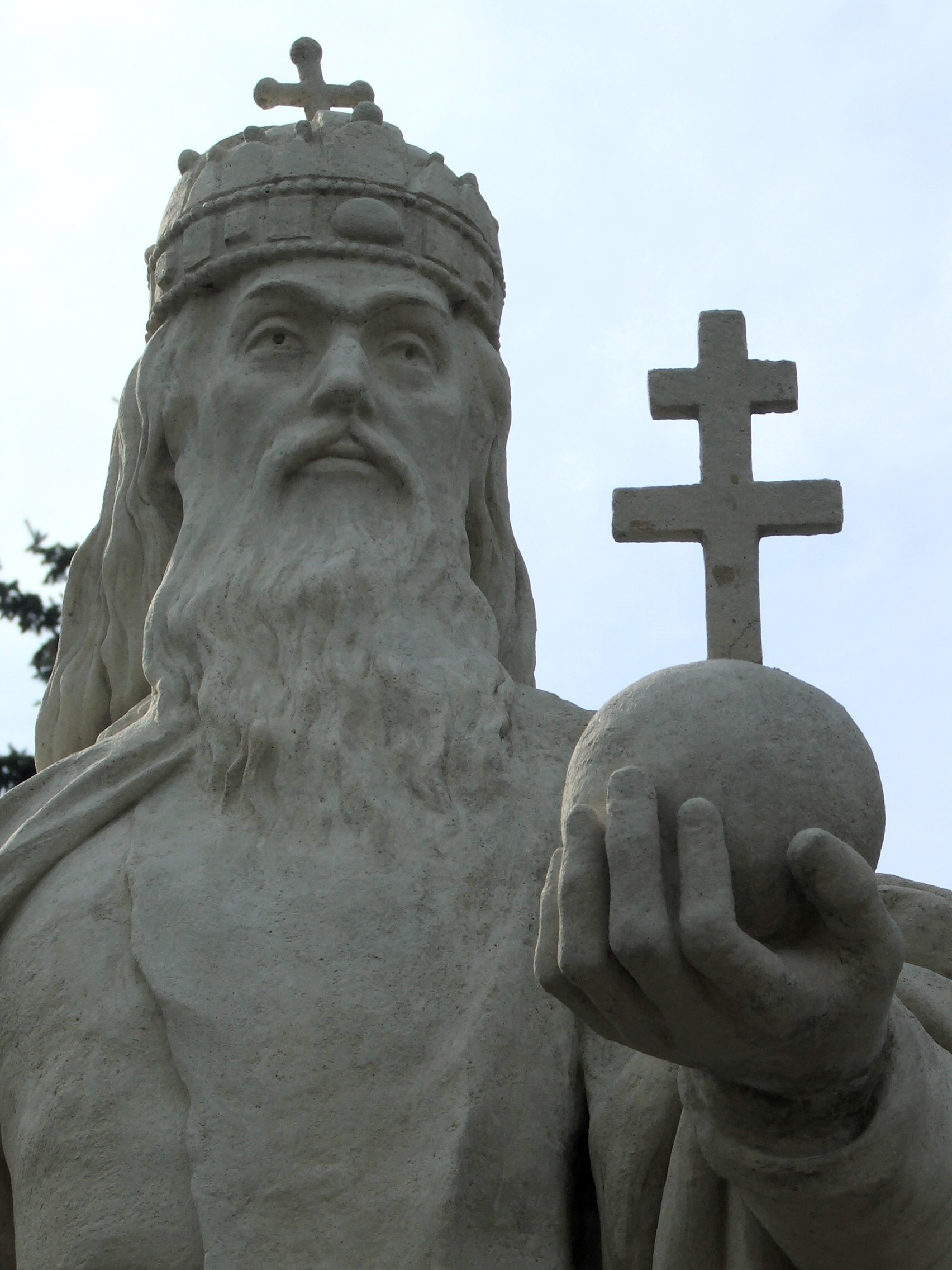
Alakja az esztergomi Széchenyi téren
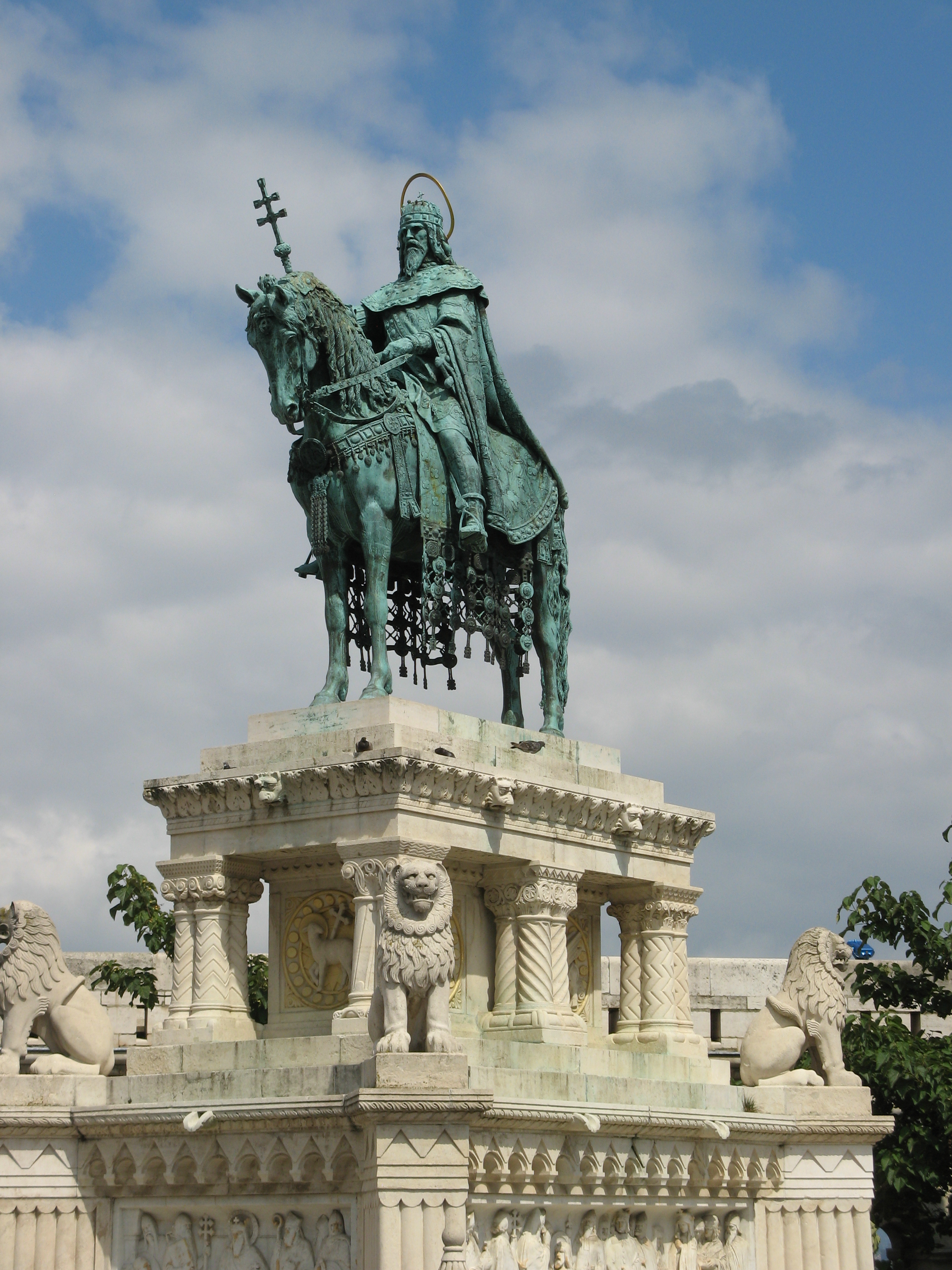
Strobl Alajos: Szent István (budai vár)
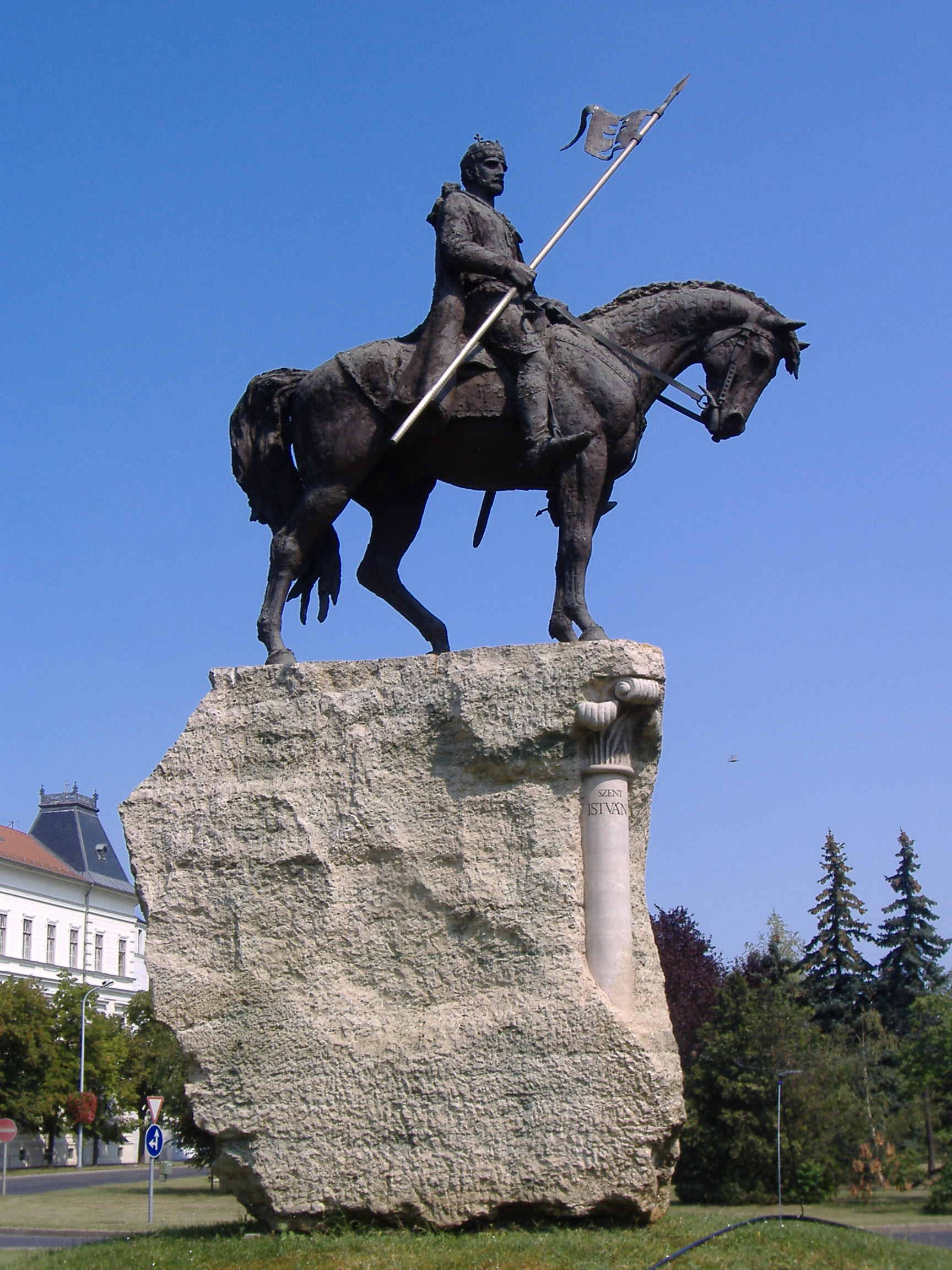
Győrfi Lajos és Kiss Jenő Ferenc István-szobra Makón
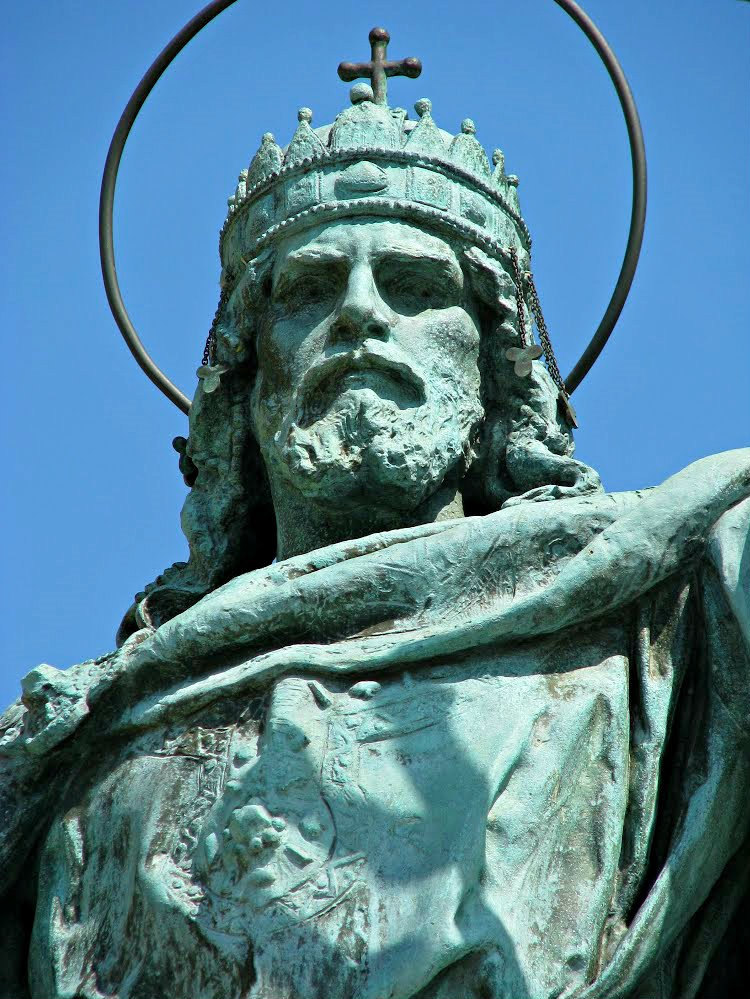
I. István alakja a hősök téri Millenniumi emlékművön
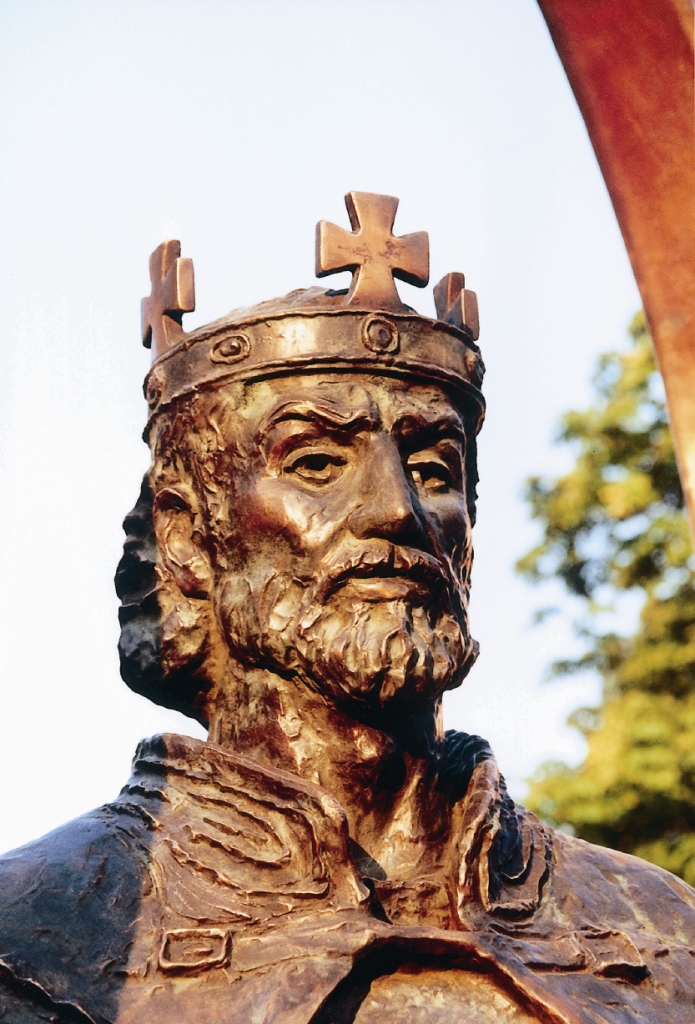
I. István. Sashalom, Törley Mária 2006-os munkája
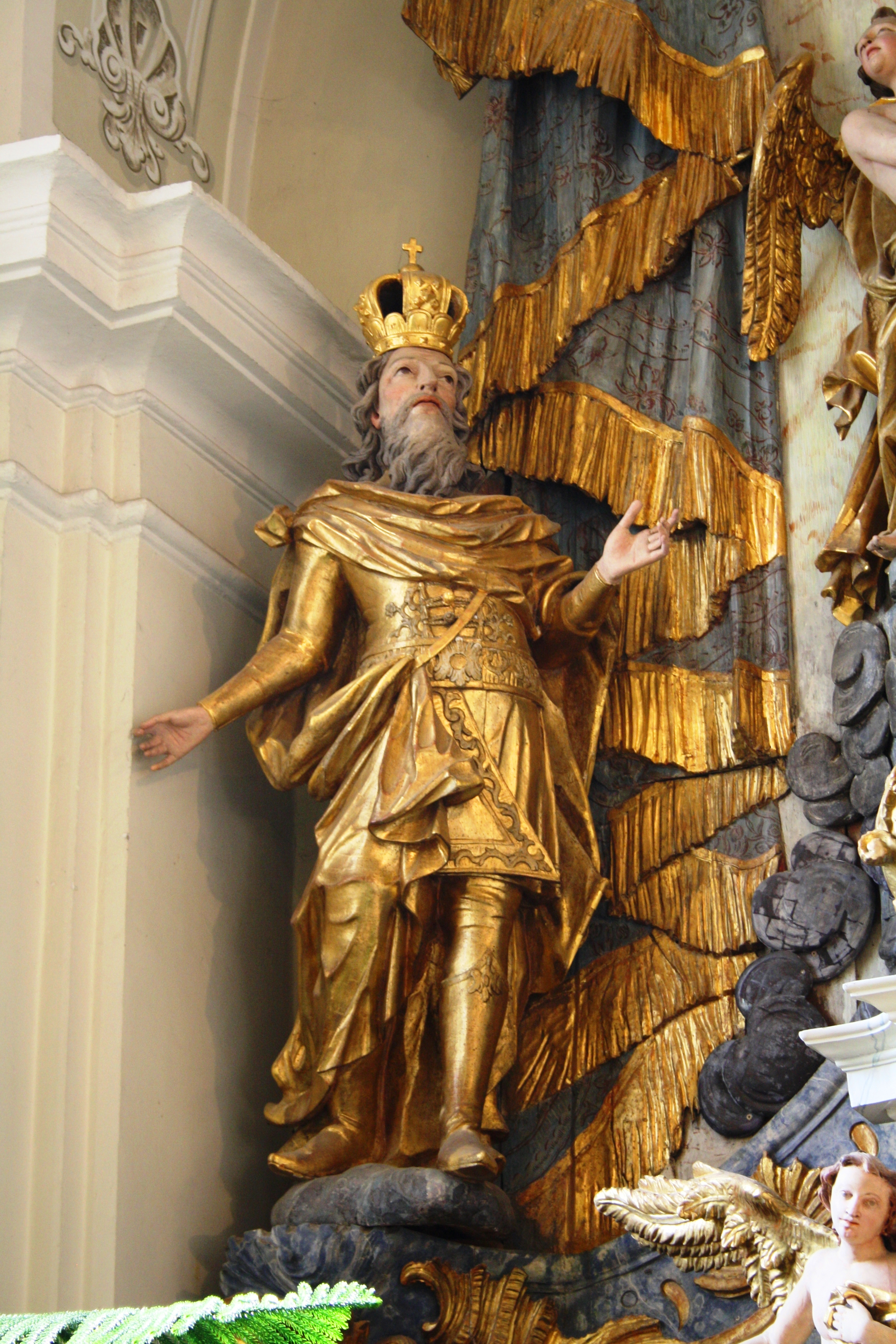
Szobra a szendrői Assisi Szent Ferenc-templom főoltárán
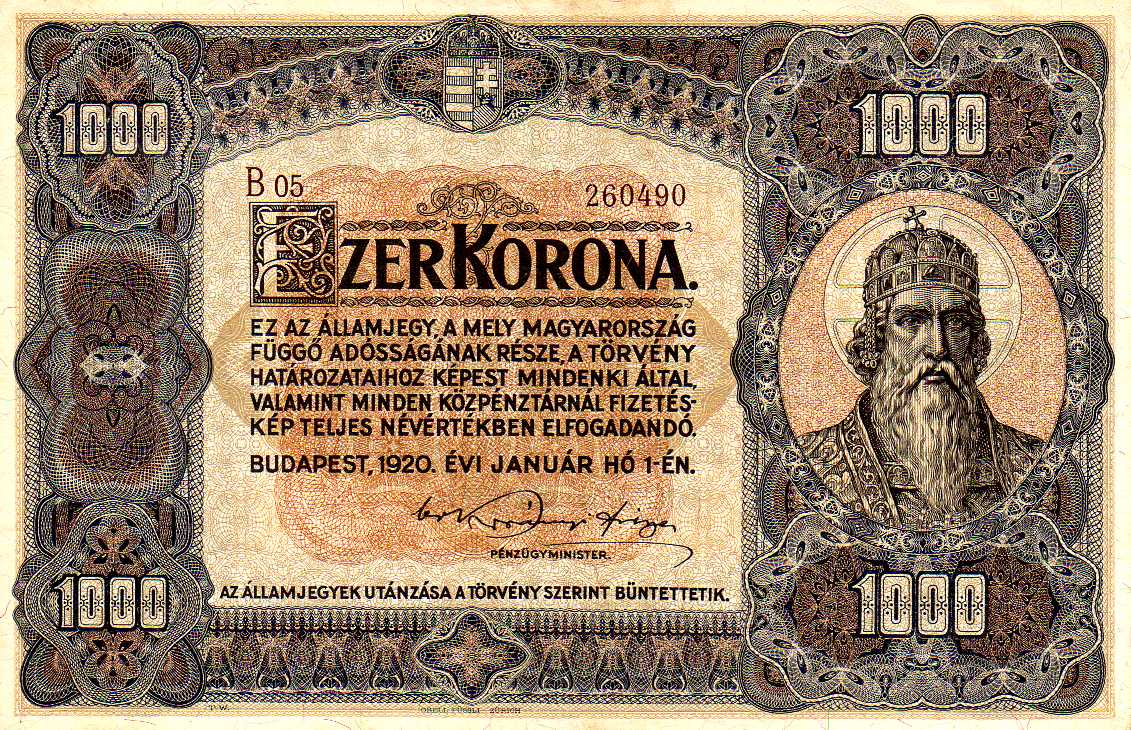
Portréja az 1920-as kibocsátású magyar 1000 koronás bankjegyen
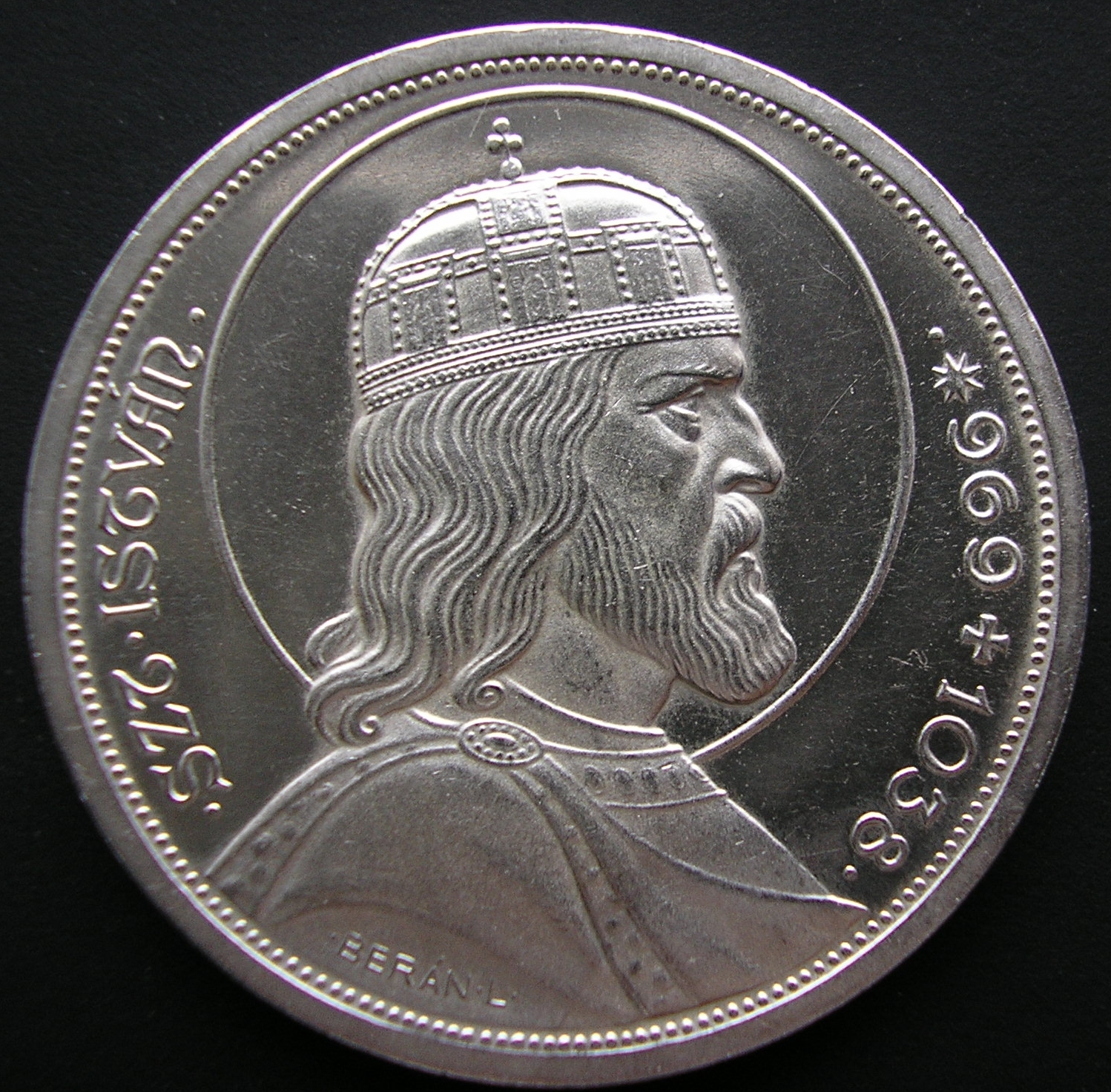
Az 1938-as emlék ezüst 5 pengős érmén, melyet halálának 900. évfordulójára bocsátottak ki
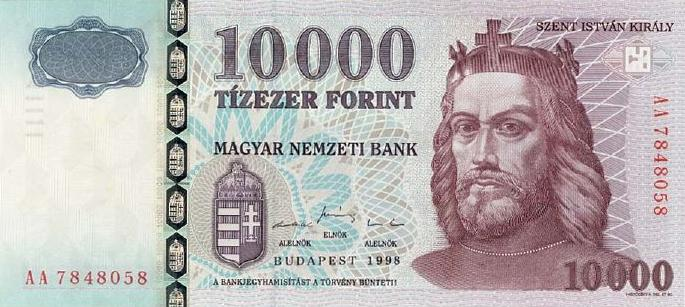
Portréja az 1997-től kibocsátott 10000 forintos bankjegyen
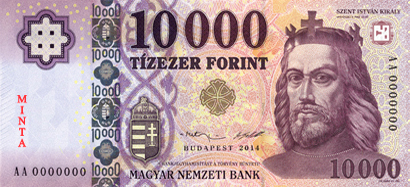
Portréja a 2014-től kibocsátott 10000 forintos bankjegyen

### Alakja a művészetekben